# Médecine dans la Préhistoire et la Protohistoire

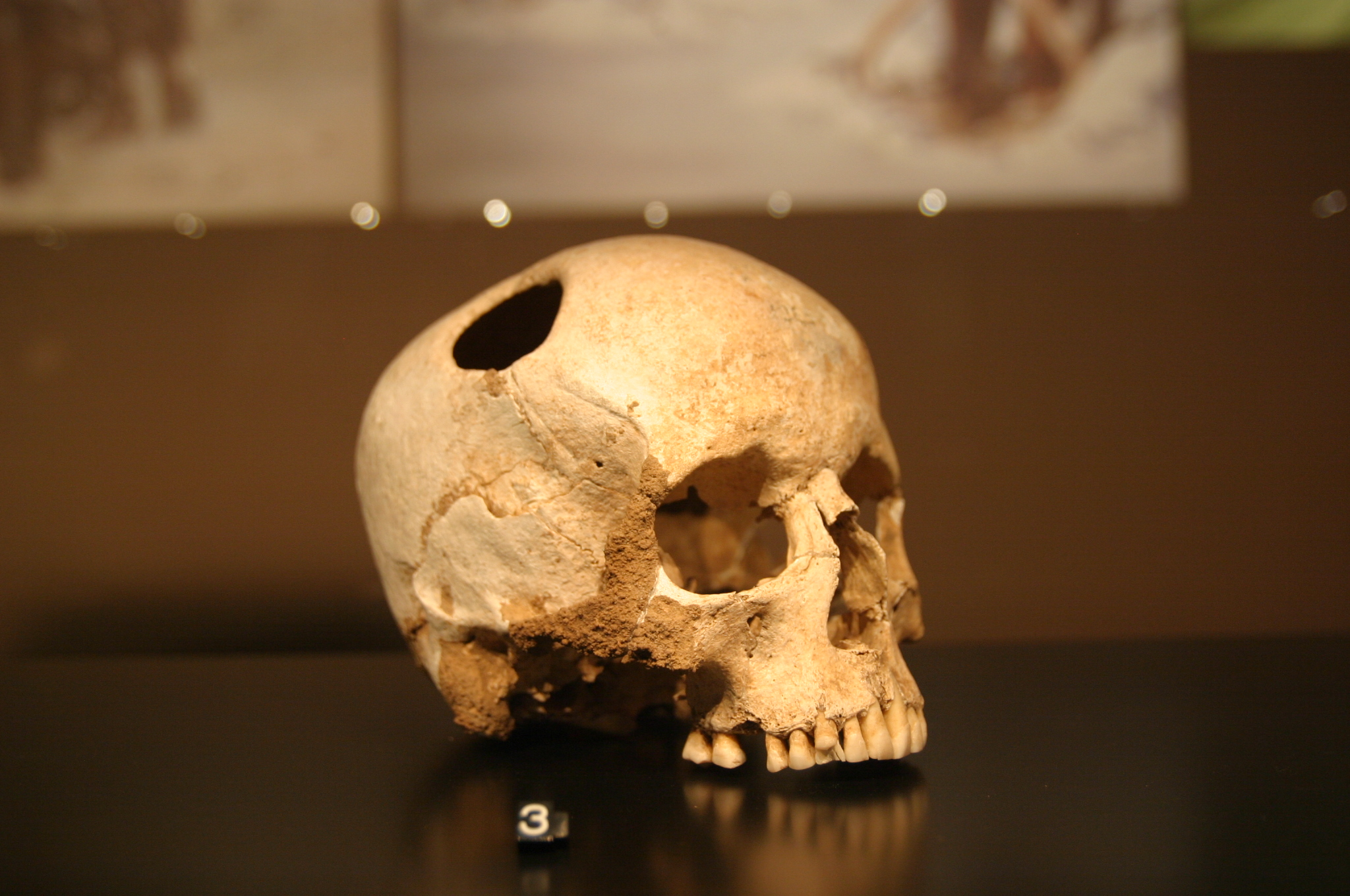
Crâne de jeune fille trépané au silex, Néolithique (3500 av. J.-C.) ; la cicatrisation des os indique que la patiente a survécu à l'opération.

La médecine dans la préhistoire et la protohistoire est l'état des connaissances sur la situation sanitaire et les pratiques de soins durant cette longue période. Les limites varient selon les auteurs, de l'émergence du genre Homo ou de l'espèce Homo sapiens, jusqu'à l'apparition de l'écriture ou au début de l'âge du fer.
Les sources disponibles sont éparses (paléopathologie et ethnoarchéologie) n'offrant qu'une vision parcellaire basée sur des faits, alors que les hypothèses sont précaires et les généralisations fragiles.
Dans le cadre d'une coévolution biologique et culturelle, deux grandes périodes sont distinguées : le paléolithique avec des petits groupes humains en mode chasseur-cueilleur et la transition néolithique avec l'apparition de l'agriculture et de la domestication animale vers des sociétés sédentarisées (début d'une urbanisation).
Ce changement majeur, lié à la fin de la dernière période glaciaire, entraine une croissance démographique et de nouveaux risques sanitaires. . Les pratiques de soins sont alors le témoignage social de l'adaptation humaine aux contraintes sanitaires d'un nouveau mode de vie, néolithique et protohistorique.

## Sources
Deux disciplines scientifiques permettent d'acquérir des données sur la médecine préhistorique :
- la paléopathologie, étude des lésions présentés par les dépouilles ;
- l'ethnologie, étude des sociétés ; il existe de nos jours des groupes humains qui peuvent servir de sujet d'étude afin d'éclairer nos connaissances sur les modes de vie et les techniques utilisés par les hommes durant la préhistoire.

### Paléopathologie
Les os fossiles sont la principale source d’information à la disposition des chercheurs. L’analyse des os permet de connaître les maladies dont étaient atteints les hommes préhistoriques. Par exemple, les métastases osseuses sont observables ; la tuberculose et la syphilis ont également des effets caractéristiques sur les os. Il est aussi possible de détecter une réduction de fracture par la forme de son cal osseux de consolidation : le cal ne se forme pas si le mouvement n’est pas restreint, son absence peut donc être interprétée comme une absence d’acte médical. Une difficulté provient du fait que certaines fractures peuvent guérir parfaitement sans avoir recours à un appareil d’immobilisation.
Les interventions chirurgicales, comme la trépanation ou les amputations, permettent aussi de tirer des conclusions sur les pratiques médicales.

### Ethnoarchéologie
Il est possible d’observer certains groupes ethniques, en particulier dans l’Ouest de l’Afrique, et de tenter d’en tirer des conclusions sur les pratiques médicales préhistoriques. Cette approche ethnoarchéologique présente plusieurs difficultés, comme la différence de climat, et les grandes différences de pratiques entre ethnies. De Laet prévient : « une similitude technologique n’implique pas nécessairement des institutions sociales ou religieuses identiques ». Enfin, certaines survivances du folklore permettraient de remonter à des origines préhistoriques.

Cependant pour le préhistorien moderne, le comparatisme ethnologique doit être « soumis à une critique raisonnable » en séparant les faits acquis des hypothèses. Selon Mohen et Taborin : 
« Le cerveau [préhistorique] fonctionnait-il selon les mêmes schémas que le nôtre ? On peut répondre « oui » sans hésitation pour l'Homme moderne, Cro-Magnon (...) Peut-on hésiter en ce qui concerne l'Homme de Néandertal ? À coup sûr oui, pour Homo erectus et pour Homo habilis ».

## Médecine des origines
Selon Biraben, on ne sait à peu près rien des conditions sanitaires, et encore moins des idées médicales des premiers hommes (genre Homo) du début du pléistocène, il y a plus d'un million d'années. D'autres mettent en avant un « instinct de soigner » ou, pour une période plus récente, une « magie primitive », ceci dans le cadre d'une coévolution biologique et culturelle.

### «Instinct de soigner»
Cet « instinct de soigner » serait propre aux mammifères, voire pour presque tous les vertébrés : ainsi les géniteurs qui doivent prendre soin de leur progéniture pour les nourrir, les protéger et les élever. Le soin des humains est alors une praxis ou un habitus qui ne relèverait spécifiquement ni de la nature, ni de la culture.
L'organisation en « société » est la règle pour la plupart des mammifères, le soin est une nécessité absolue pour la survie de l'espèce. Refuser la pratique du soin, c'est mettre l'autre en danger et fragiliser son propre groupe. Les recherches en neurosciences montrent que le genre humain n'est pas le seul à pratiquer l'altruisme et l'empathie, notamment intergénérationnelle et d'autant plus forts pour les proches, ce qui dans une perspective évolutionniste représente une valeur sélective.
Selon la théorie évolutive des jeux, l'altruisme réciproque et la coopération peuvent conduire à une stratégie optimale pour un bénéfice maximal commun, cette stratégie fonctionnant au mieux avec la détection et l'exclusion d'éventuels tricheurs.

### Magie et religion
Pour un article plus général, voir Magie (surnaturel).

#### Approches duXXesiècle
Quoique controversée, une approche classique (début XXe siècle) est de décrire une « pensée médicale primitive magique », par analogie avec les peuples « sauvages » ou « primitifs » qui auraient conservé une médecine des origines où la maladie n'est pas distinguée du mal. Cette médecine serait déjà structurée en catégories telles que le diagnostic (reconnaissance du mal), l'étiologie (son origine), le traitement, et la prophylaxie (prévention du mal).
Cette médecine primitive ne fait pas de distinction entre le monde naturel et surnaturel. Les temps primitifs seraient marqués par la peur qui impose la cohésion sociale d'un groupe dans un environnement hostile. La conscience individuelle est liée à une conscience collective, marquée par la projection d'un imaginaire où les phénomènes observés sont personnifiés.
Des auteurs, inspirés par la psychanalyse ou le structuralisme, distinguent différents modèles de médecine magique telles que :
- pénétration et extraction de l'objet-maladie : la maladie est due à la pénétration dans le corps d'un objet ou d'une substance-maladie. Le procédé de guérison consiste à extraire symboliquement cet objet.
- perte et réintégration de l'âme : la maladie se déclare lorsque l'âme quitte le corps, perte accidentelle ou volée par des esprits ou des sorciers. Le guérisseur doit retrouver l'âme perdue, la ramener et la réintégrer au corps malade.
- possession et exorcisme : la maladie est due à la prise de possession du corps par de mauvais esprits, la guérison se faisant par exorcisme. L'exorciste n'agit pas en son nom propre, il représente un Être supérieur qui ordonne et conjure l'esprit mauvais de quitter sa place.
- violation d'un tabou : la maladie est due à une faute. Les procédés de guérison sont la confession, ou l'accomplissement de cérémonies (purification, sacrifice, incubation...)

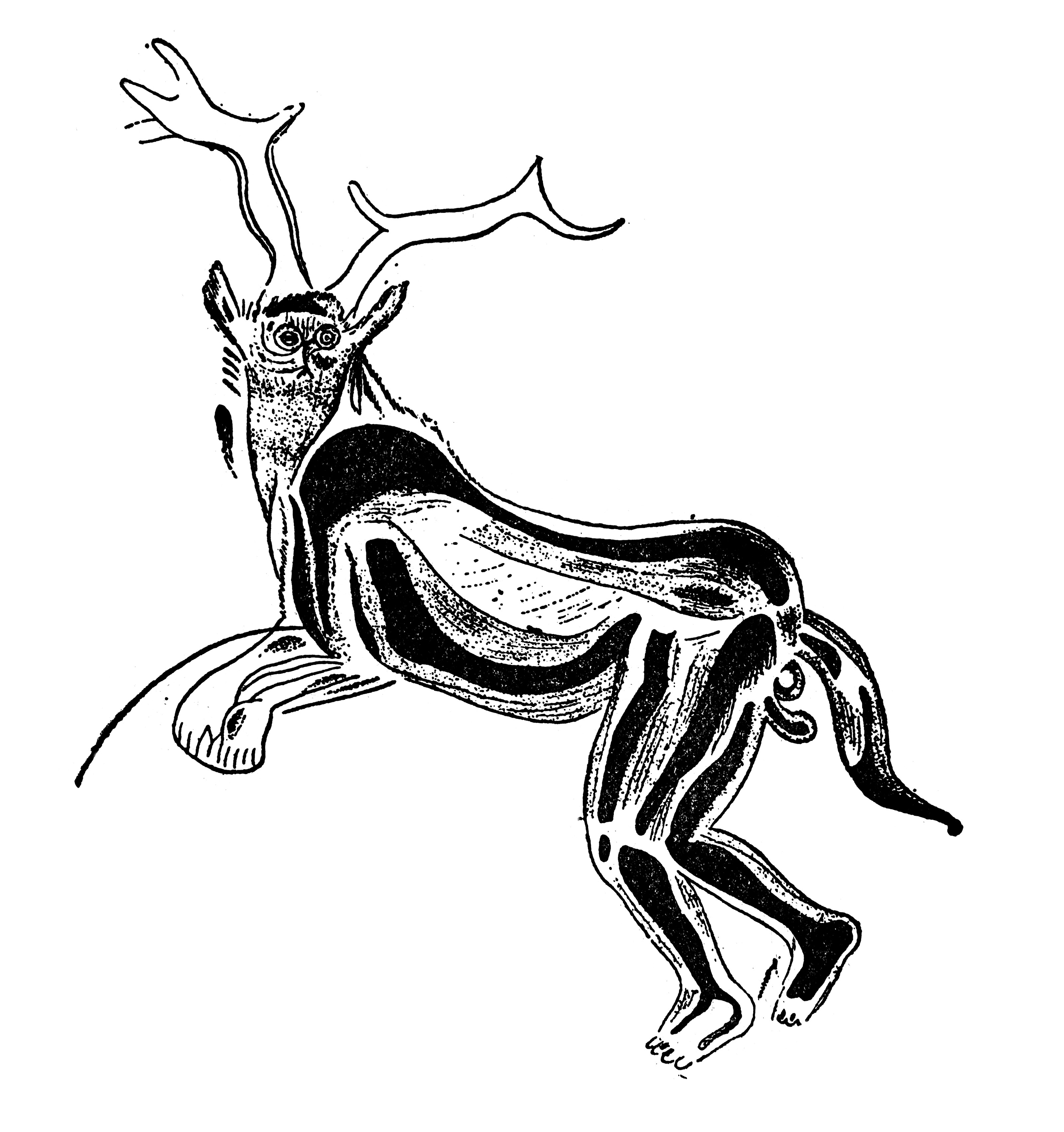
Le chamane dansant ou Chamane des Trois-Frères (paléolithique supérieur).

La pensée magique déborde le champ de la médecine. Comme l'homme moderne, le magicien cherche à maîtriser la nature, mais il cherche à le faire par un ensemble de règles semblables à celles qui gouvernent sa société. Les rites magiques copient le cérémonial social : ce qui maintient la cohésion sociale doit permettre d'influencer et dominer les phénomènes naturels (le temps, la fécondité, le gibier ou la récolte, la maladie...).
Il reste cependant que ces temps primitifs sont aussi marqués par un développement matériel et technique, qualifié d'empirique : plantes médicinales, soin des blessures et fractures, soin lors de l'accouchement, etc..
À titre d’illustration, le chaman ou guérisseur d’une tribu peut administrer de la cinchona, source de quinine, à une personne atteinte de fièvre de type palustre, tout en effectuant une danse d’exorcisme pour chasser les « mauvais esprits ». L'Homme moderne y voit une contradiction (rationnel /irrationnel), mais pour cette tribu, les deux sont indissociables. Il est donc nécessaire de considérer que la danse chamanique, dans ce cas, est un acte médical car il est perçu comme tel par la tribu en question.

Il y aurait alors une « efficacité magique » basée sur la suggestion et l'auto-suggestion collectives qui seraient l'ancêtre des psychothérapies dynamiques modernes.

#### Approches duXXIesiècle
L'utilisation du mot « chamane » fait débat, car d'usage galvaudé et appliqué dans de nombreuses cultures. Pour la préhistoire, l'expression « guérisseur ritualiste » est proposée, désignant des praticiens à rôle ambivalent (en bien ou en mal), faisant l'objet de rites et coutumes pour leurs funérailles, en restant situés à la lisière des vivants et des morts. En se basant sur des cas de sépultures féminines, des auteurs estiment que des femmes ont joué un rôle prédominant dans les domaines du soin et de la guérison. La guérisseuse-ritualiste serait alors le premier personnage hors du commun à émerger dans la préhistoire.
Depuis la fin du XXe siècle, des anthropologues, tel Philippe Descola, distinguent des « ontologies cosmogoniques » ou des façons d'être selon la conception du monde, « qui permettent de cimenter un monde friable et vulnérable du fait de la multiplicité des forces qui l'animent à travers des "existants" (hommes, animaux, objets, paysages). » L'humanité se classerait en quatre catégories impliquant des représentations du corps et de la maladie très différentes d'une culture à l'autre : l'animisme et le totémisme pour les sociétés les plus anciennes, l'analogisme pour les sociétés traditionnelles, le naturalisme pour les sociétés modernes,.
Parallèlement, les avancées en neuroscience, sociale et cognitive amènent à différentes écoles de pensée comme la sociobiologie, l'écologie comportementale et la psychologie évolutionniste. Dans une perspective évolutionniste, les comportements sociaux et les systèmes de croyance sont les produits d'une adaptation à un environnement hostile ou instable. Les croyances et les rites seraient des avantages sélectifs renforçant l'identité et la cohésion d'un groupe, la magie et le surnaturel seraient la source potentielle de punitions et de récompenses,.

### Coévolution biologie-culture
Les processus d'hominisation sont vus comme une orientation de l'évolution biologique dans un sens favorable à l'évolution culturelle. Ils seraient représentés par une coévolution gène-culture, où la nature biologique du cerveau s'ouvre à la culture. En retour, la culture favorise la sélection de « gènes culturels » (gènes favorisant le développement cérébral : cortex préfrontal et système limbique). Cela se traduit, entre autres, par la capacité de s'adapter aux changements de l'environnement dans le temps et dans l'espace (émergence et migrations de l'Homo sapiens sur tous les continents).

Expansion hors d'Afrique dHomo sapiens (en rouge). En vert, premiers hominidés. En brun, néandertaliens.

Dans le domaine sanitaire, ces changements sont susceptibles de produire de nouvelles pathologies (contact avec de nouveaux agents pathogènes, ou de nouvelles conditions écologiques). Ces nouvelles pathologies peuvent exercer une pression sélective, en retour l'adaptation de l'Homo sapiens peut se faire par métissage avec des lignées humaine locales (Homme de Néandertal, Homme de Denisova), comme par l'acquisition de nouveaux comportements et de nouvelles techniques permettant de contrôler puis de transformer son environnement.
Les pratiques de soins ne sont plus seulement issues d'un instinct, il s'agit de techniques et de savoir-faire qui s'accompagnent de représentations mentales, fonctions symboliques ou « métareprésentation ». Ces pratiques thérapeutiques s'inscrivent dans un cadre social fait de codes, de rituels et de croyances. Cette évolution culturelle est rendue possible par l'aptitude à l'anticipation (images mentales), la mobilisation du langage et l'utilisation de l'outil (diffusion de techniques).
En cas de décès, l’existence d'une cérémonie funéraire de mise en terre ou de crémation implique une volonté d’aider son prochain, dans son passage vers l’au-delà comme de son vivant. Une telle cérémonie est la preuve d’un lien mental entre les vivants et les morts. On peut donc supposer que la médecine apparaît au moment où l’homme honore ses morts, au lieu d'abandonner les cadavres de ses semblables aux charognards.

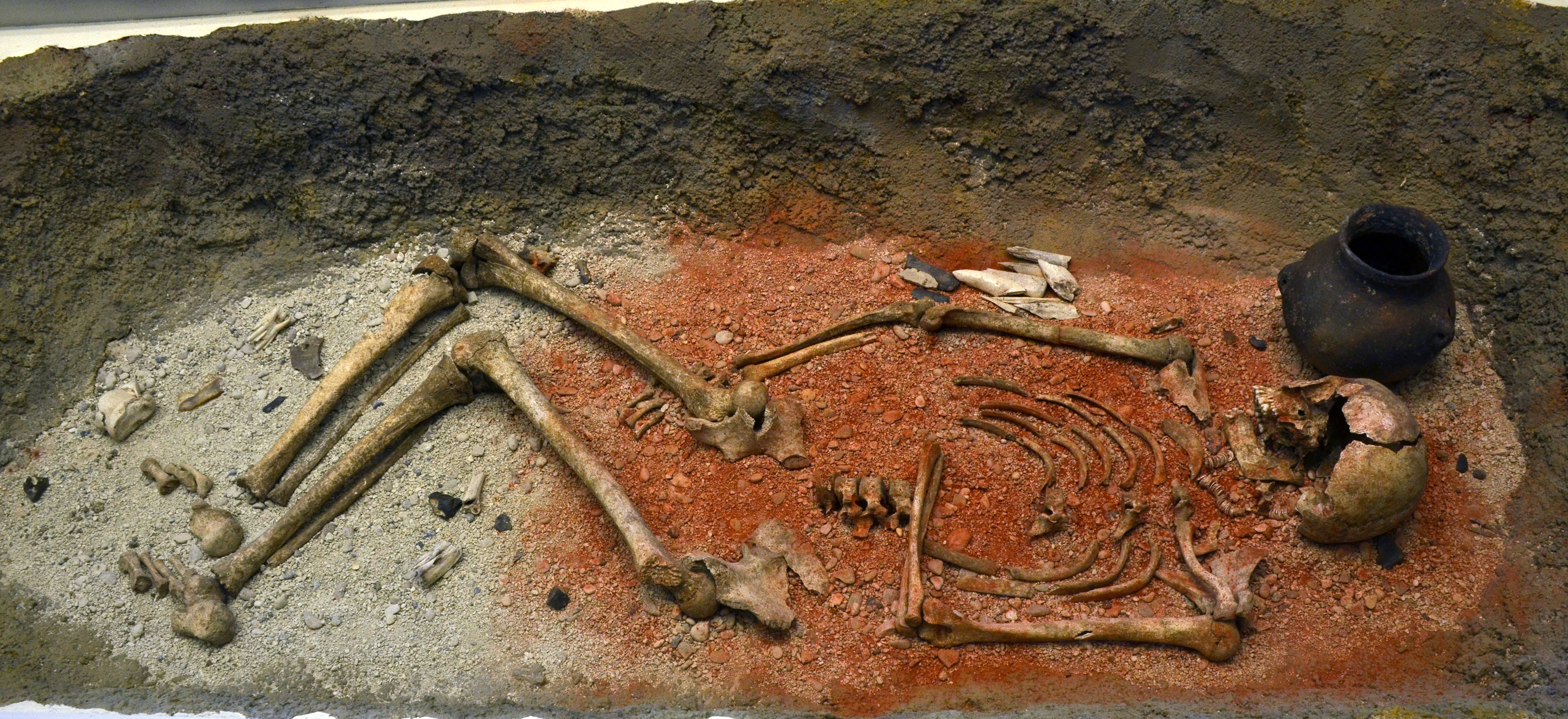
Sépulture d'un jeune homme recouvert d'ocre rouge (Néolithique ancien, vers 4500 av. J.C.) trouvée près de Menneville (Aisne).

L’Homme de Néandertal de la Sima de los Huesos, dans la sierra d'Atapuerca, en Espagne, semble être le premier humain connu à avoir accompli un geste mortuaire, il y a 430 000 ans. Les premières véritables sépultures sont le fait d'Homo sapiens au Proche-Orient (grotte de Skhul, 118 000 ans ; Qafzeh, 92 000 ans). L'Homme de Néandertal lui emboite le pas il y a 60 000 à 40 000 ans (grotte de Kébara, Shanidar, La Chapelle-aux-Saints, Le Moustier). L'existence d'un « culte des crânes » chez les Néandertaliens, voire chez leurs prédécesseurs, a été avancée anciennement avant d'être remise en question. Un cas moins sujet à interprétation est celui de deux puits néolithiques remplis de crânes (27 dans le premier, 6 dans le second, 9 femmes, 20 enfants et seulement 4 hommes) des grottes d’Ofnet, à Nördlingen, en Bavière. Ces puits sont richement décorés et contiennent des offrandes et des outils. Le fait que tous les crânes soient tournés vers l’ouest élimine tout doute quant à la signification de ce site. La faible proportion de crânes masculins a permis d’avancer l’hypothèse d’un massacre par une tribu rivale alors que les hommes étaient probablement à une partie de chasse.

## Paléodémographie
La paléodémographie préhistorique repose sur le postulat qu'un échantillon retrouvé sur un site de fouilles est représentatif des populations du passé. Par exemple, W. Krogman publie en 1940 la compilation suivante (à titre de comparaison, 70 % des Homo erectus meurent avant l’âge de 15 ans)  :
- Homme de Néandertal : 80 % des personnes meurent avant l’âge de 30 ans, 95 % avant l’âge de 40 ans ;
- Homme de Cro-Magnon : 62 % des personnes meurent avant l’âge de 30 ans, 88 % avant l’âge de 40 ans ;
- Homme du Mésolithique : 86 % des personnes meurent avant l’âge de 30 ans, 95 % avant l’âge de 40 ans.

Au début du XXIe siècle, il est possible de montrer que les échantillons étudiés ne sont pas représentatifs des populations du passé, non seulement à cause des conditions de conservation et des rites funéraires variant au cours du temps (sépulture, crémation, recrutement différents en fonction du sexe, de l'âge, de la classe sociale, etc.), mais aussi par l'utilisation de la paléogénomique. Celle-ci démontre que des sites de sépultures considérées comme « de groupes sociaux » (larges et mal définis) correspondent en fait à des lignages (groupes familiaux) plus restreints et bien définis.

### Durée de vie
Pour obtenir des résultats significatifs d'espérance de vie, il faudrait un ensemble de fouilles représentant des centaines, voire des milliers, de squelettes bien conservés sur la plus courte période chronologique possible. Plus rarement, un échantillon plus petit peut être significatif si les différentes classes d'âge se répartissent selon des modèles connus, en postulant que la population était soit en expansion, soit en régression. « Dans la plupart du temps de tels ensembles n'existent pas ».
Plusieurs méthodes ou indicateurs à partir d'un squelette (âge au moment du décès, nombre de naissances par femme...) considérés comme fiables ou prometteurs au milieu du XXe siècle, ne le sont plus au début du XXIe siècle. C'est le cas, par exemple, des lignes de croissance osseuse ou lignes de Harris pour évaluer l'histoire sanitaire des tranches d'âge d'un individu, ou les cicatrisations osseuses de la symphyse pubienne pour estimer le nombre d'accouchements. De même, au delà de 40 ans, l'âge au moment du décès ne peut être évalué avec précision (savoir si le sujet est mort à 60 ans ou à 80 ans). Plusieurs critères utilisés en paléopathologie ne le sont pas en médecine légale où le niveau de preuves est plus élevé,.

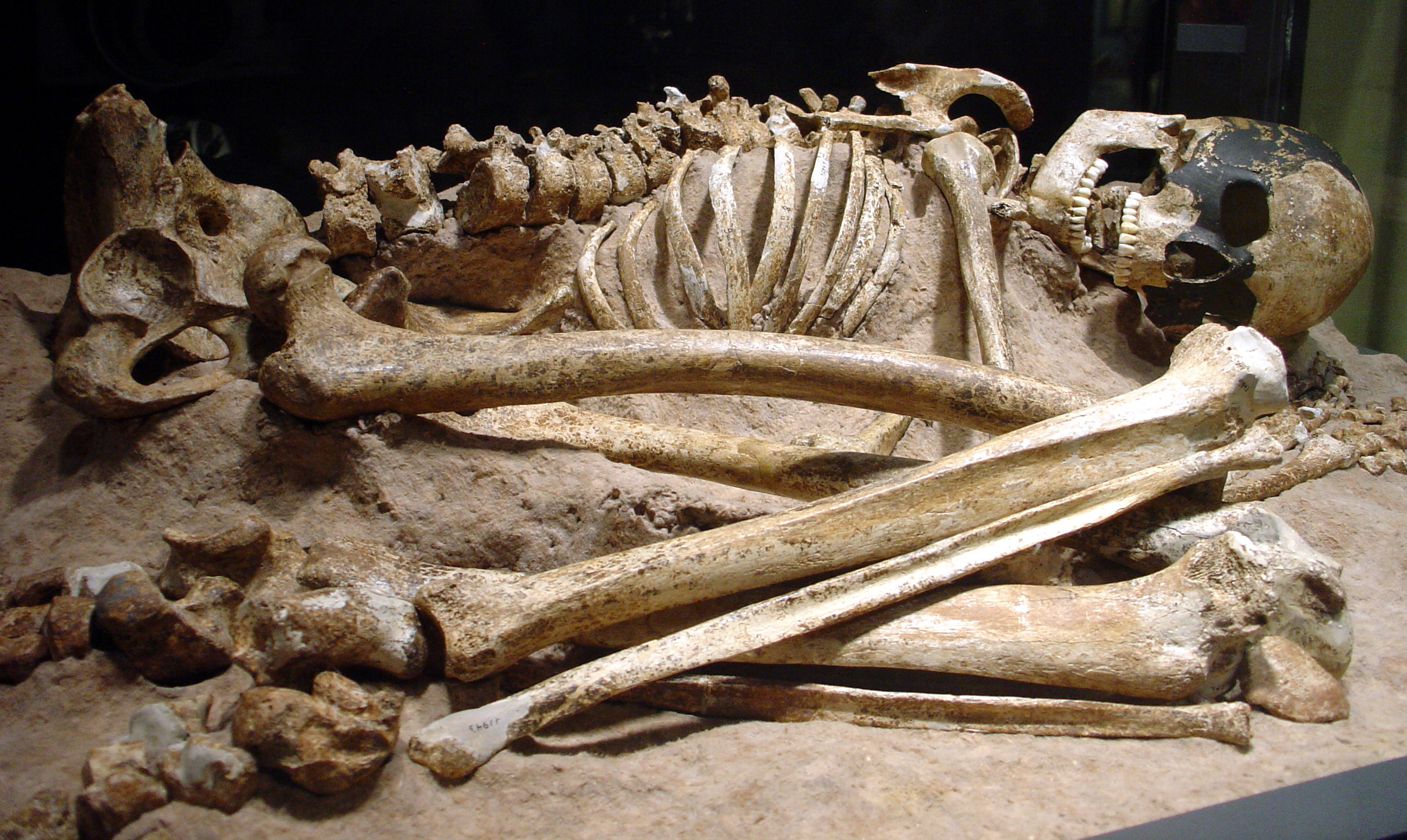
Squelette d'une femme du Magdalénien, probablement âgée de 25 à 35 ans, trouvé dans l'abri de Cap Blanc.

En se basant sur des conjectures, la plupart des préhistoriens estiment que la durée de vie des hommes préhistoriques devait être courte, ne dépassant guère 40 ans, sans que l'on sache déterminer la proportion de ceux qui dépassaient 50 ou 60 ans. Selon Henri-Victor Vallois (1889-1981), au Paléolithique européen, il y avait deux pics de mortalité : durant la petite enfance et entre 21 et 40 ans. Selon John Lawence Angel (en) (1915-1986), du Néolithique grec à la Grèce classique, l'espérance de vie aurait augmenté de 6 ans : 8 ans pour les hommes et 4 ans pour les femmes. Cette différence est attribuée à une surmortalité féminine au cours de l'accouchement.
La mortalité infantile est considérée comme relativement constante durant la Préhistoire et la Protohistoire, à des niveaux très élevés, de l'ordre de 40 à 50 %. Le nombre d'enfants par femme était de 4 enfants en moyenne, dont deux atteignent la maturité sexuelle. Avec l'augmentation de la durée de vie  au Néolithique, ce nombre passe à 6 enfants en moyenne, dont trois parviennent à l'âge adulte. Cette croissance démographique protohistorique se fait selon un processus inverse de celui de la croissance démographique moderne (fécondité moyenne plus faible, mais avec une très faible mortalité infantile).

### Densité de population

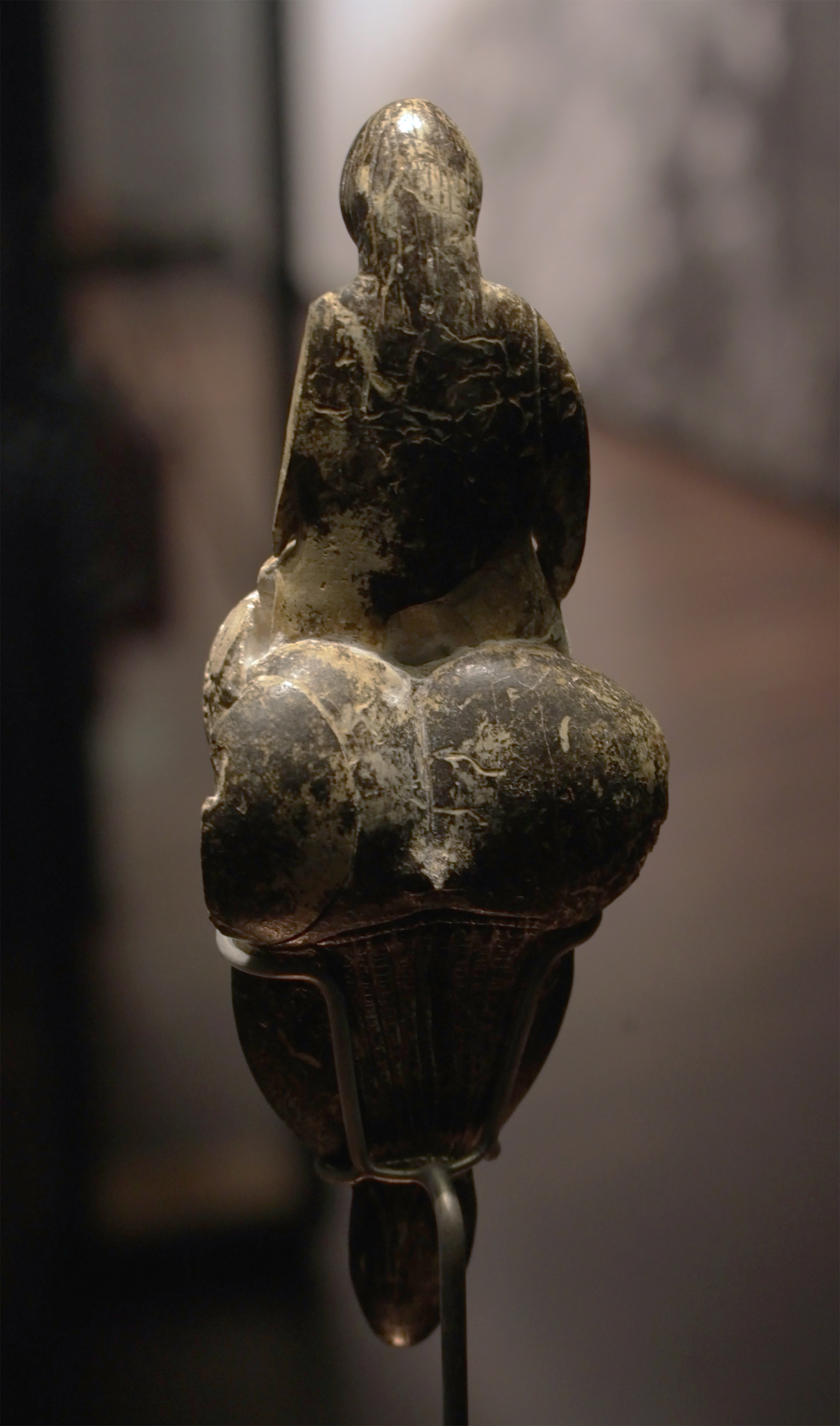
La Vénus de Lespugue vue de dos, ivoire de mammouth, paléolithique supérieur, Musée de l'Homme.

Plusieurs chercheurs donnent des estimations de la densité de population au cours de la Préhistoire. Ils se basent sur le rapport nourriture-territoire-densité humaine relativement constant, à partir de normes tirées des grands primates non humains et des groupes humains connus chasseurs-cueilleurs. Le préhistorien André Leroi-Gourhan, en se basant sur la quantité de nourriture disponible (ressources constantes) et les déplacements quotidiens nécessaires, estime que ces groupes humains se limitaient à quelques dizaines d'individus au maximum, le plus souvent moins de vingt.
Selon Mirko Grmek, il fallait pour les hommes du Paléolithique à peu près 5 à 10 km2 de territoire par individu pour obtenir une subsistance suffisante. Le nombre total des chasseurs du Paléolithique européen a probablement toujours été inférieur à cent mille individus. Au Néolithique, après la dernière glaciation, avec le début de la sédentarisation et de l'agriculture, la population européenne dépasse le million d'habitants, jusqu'à atteindre les 20 millions au cours du Ier millénaire av. J.-C..
La grégarisation de la société humaine qui se sédentarise et voit apparaître l’agriculture, associée à un réchauffement climatique, explique probablement l’augmentation de la mortalité au Mésolithique. La population a considérablement augmenté à cette période. Il est établi par ailleurs que des épidémies ont fait disparaître des groupes humains entiers.

## Alimentation préhistorique
Les données concernant l'alimentation à la préhistoire reposent sur le type de la denture, l'usure des dents (types d'abrasion de l'émail dentaire), des données isotopiques tels que le carbone 13,  les restes des gisements archéologiques.. De même l'étude du tartre dentaire (microfossiles alimentaires) ou des coprolithes peuvent donner des indications.
Les premiers mammifères étaient herbivores et insectivores et consommaient des invertébrés. Les premiers primates sont principalement frugivores, puis avec une alimentation plus diversifiée, à la fois végétale et animale.  Par exemple le chimpanzé peut occasionnellement chasser de petits mammifères, consommer des insectes et des œufs d'oiseaux. De façon générale, la longueur du tube digestif, la largeur de l'estomac et du cæcum sont plus élevés chez les primates modernes herbivores que chez les omnivores, car la digestion d'aliments à hauteur teneur en fibres (cellulose) est plus longue, nécessitant une flore intestinale particulière.
D'où l'hypothèse d'une évolution des homoninis vers un tube digestif plus court, des modifications de la mâchoire et de la dentition, avec passage d'un régime riche en cellulose (mangeurs de feuilles et d'herbes) à un régime plus diversifié (fruits et tubercules, puis protéines animales) . Ce raccourcissement du tube digestif s'expliquerait par le fait que la « surdimension » du régime herbivore devient inefficace du point de vue énergétique en régime omnivore.
La présence de l'appendice chez l'Homme est interprété comme une structure vestigiale qui témoignerait de l'existence d'un lointain passé frugivore des premiers hominidés.

### Régimes paléolithiques
Les premiers Homo paraissent avoir un apport carné représentant environ 35 à 50 % de la ration alimentaire selon les auteurs, sans que l'on sache exactement si cet apport carné était obtenu par la chasse, le charognage ou les deux. Selon une hypothèse évolutionniste, les carnivores de la savane abandonnent le plus souvent le cerveau, les os et des restes de viande aux charognards. Les premiers Homo auraient trouvé là une source abondante de lipides (acides gras essentiels, comme l'acide docosahexaénoïque) favorisant le développement cérébral.
La domestication du feu apparait vers 450 000 av. J.C. Les conséquences physiques et nutritionnelles de la cuisson de la nourriture sont mal connues. On estime généralement que la cuisson permet un meilleur rendement énergétique par la réduction de la mastication et une meilleure digestibilité.
Les conséquences sociales et symboliques paraissent plus importantes : l'entretien du feu et l'apparition de la cuisine seraient des facteurs structurant la  vie quotidienne, qui renforcent la vie collective (partage des tâches, repas en commun, réunions autour du feu...), et stimulent la réflexion et l'imagination (transformation de la matière par le feu),.

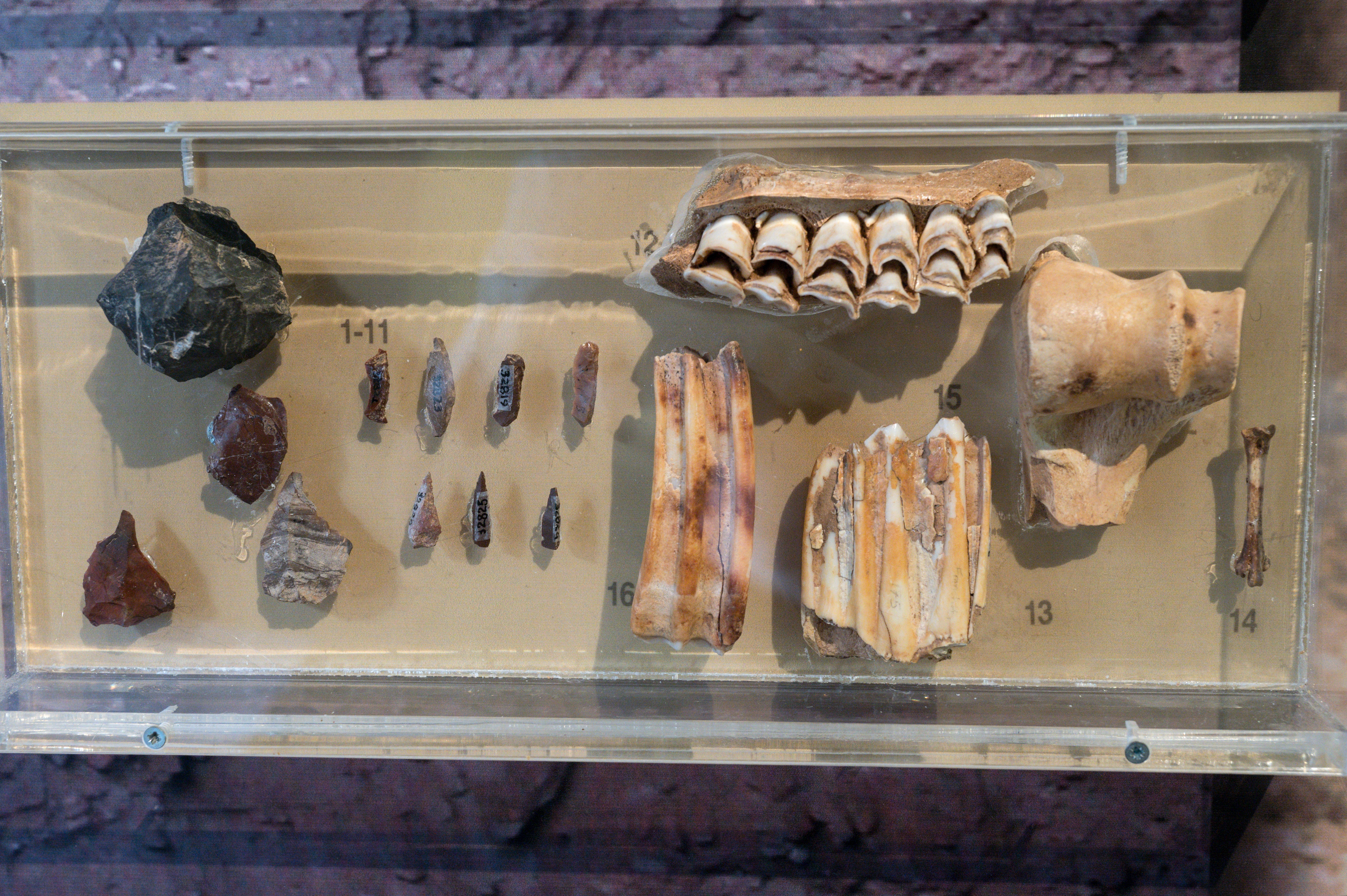
Silex taillés (1-11) et fragments osseux : de cerf élaphe Cervus elaphus (12-13), de perdrix bartavelle Alectoris graeca (14), d'aurochs Bos primigenius (15), d'âne sauvage ou hydrontin Equus hydruntinus (16). Trouvailles paléolithiques (28000 - 15000 av. J.C.) de la grotte Franchthi (Grèce) exposées au Musée archéologique de Nauplie.

Selon les données disponibles (ethnographiques et archéologiques), l'éventail des plantes comestibles est très large : végétaux verts (tiges et feuilles), végétaux charnus (tubercules, racines, fruits, noix, glands et châtaignes...), champignons, algues... selon les saisons et les milieux. Les autochtones d'Australie savaient identifier près de 300 plantes comestibles.
La viande des animaux sauvages est peu grasse et non persillée. Ces animaux n'ont pas de lard mais un peu de suif, leur tissu adipeux sous-cutané varie avec les saisons. D'un point de vue archéologique, la consommation d'œufs n'a guère laissé de traces au paléolithique à cause notamment de la fragilité des coquilles. En revanche une consommation importante de mœlle osseuse est attestée (fragments osseux et esquilles d'os), celle-ci était obtenue directement par fracture de l'os ou à partir de bouillons.
Comme les Amérindiens des grandes plaines d'Amérique du Nord qui chassaient essentiellement le bison, non seulement gibier mais aussi source de matériaux divers (pour vêtements, couvertures, outils…), les Magdaléniens chassaient essentiellement le renne, et les Moustériens l'aurochs. La pêche, privilégiant les poissons gras (saumon, truite...), et la récolte de coquillages sont aussi reconnues selon les milieux.
Il n'existe pas de régime paléolithique simple et unique, mais une grande variété selon les saisons, les climats, et les ressources environnementales. Le seul point commun est le gibier et les plantes sauvages, très différents de la viande d'élevage (plus riche en lipides) et des plantes cultivées (plus riches en glucides).

### Régimes néolithiques
L'Homme est un omnivore qui pense, ordonne et classe, il peut manger de tout mais pas n'importe quoi et n'importe comment. Tout ce qui est biologiquement mangeable ou assimilable n'est pas culturellement comestible. D'où l'existence de règles culinaires, tenant à des cultures culinaires, comme il existe des variétés de langue dans le domaine du langage. L'alimentation humaine définit une identité collective, tout en se caractérisant par un principe d'incorporation, selon la formule « Man ist, was man isst » (On est ce qu'on mange) au sens littéral biologique, et au sens symboliqu.
Selon Claude Fischler, il existe un paradoxe de l'omnivore. L'omnivore dispose d'une grande liberté et faculté d'adaptation (capacité à tirer parti de tous les milieux) mais aussi soumis à des contraintes et une anxiété fondamentale : celle du choix entre la néophilie et la néophobie, de pouvoir rester par sécurité ou habitude dans son alimentation familiale ou familière, ou de chercher la nouveauté et la variété selon les circonstances.
L'éventail de l'alimentation humaine est très large, aux deux extrêmes, il y a par exemple les Inuits dont l'alimentation est dominée par les protéines animales et les graisses polyinsaturées (viandes et poissons), et les agriculteurs du Sud-Est asiatique mangeurs de céréales au régime alimentaire très pauvre en protéines animales.
Plusieurs théories visent à expliquer cette variété. La théorie du matérialisme culturel interprète les choix et refus alimentaires comme des fonctions d'adaptations à des contraintes écologiques et économiques (rendement maximal de la quête alimentaire) ; alors que le structuralisme (anthropologie structurale) et le culturalisme prônent l'autonomie du fait culturel.
À la fin du XXe siècle, l'opposition nature/culture devient moins pertinente, dans le cadre d'une coévolution bioculturelle : il existe une adaptation biologique à des changements sociaux (exemple de l'intolérance au lactose lors de la domestication animale) et une adaptation sociale lors de changement écologique (comme à la fin de la dernière ère glaciaire).

#### Révolution agricole
Pour un article plus général, voir Histoire de l'agriculture.
Le passage d'une société de chasseurs-cueilleurs à des sociétés d'éleveurs ou d'agriculteurs sédentarisés entraîne de profondes modifications nutritionnelles et métaboliques.
En moyenne, les hommes et les femmes du néolithique étaient plus petits et moins robustes que les chasseurs-cueilleurs du paléolithique. L'agriculture permet d'obtenir une plus grande quantité de nourriture par stockage, mais la diversité nutritive s'en trouve réduite : riz en Asie du Sud-Est, maïs en Amérique centrale, pomme de terre en Amérique du sud, millet et sorghum en Afrique de l'Ouest, blé au Proche-Orient..., ainsi que l'activité physique (par rapport aux chasseurs nomades),.

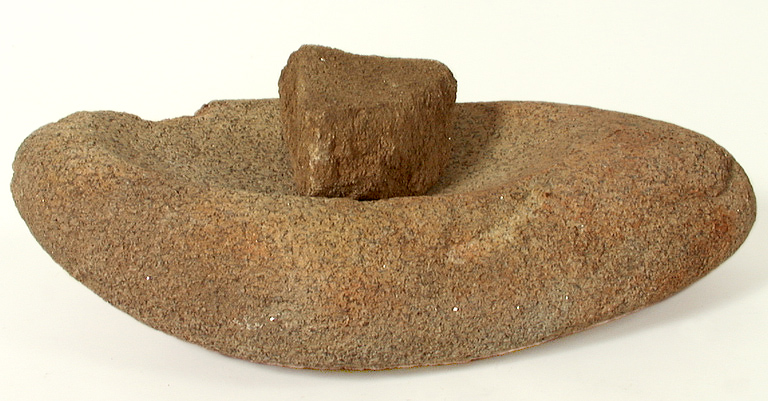
Meule à grains du néolithique et son broyeur, trouvés à Gâvres (Dolmen de Goëren), exposés au Musée de Bretagne.

La croissance démographique s'accompagne de sociétés plus complexes et hiérarchisées, avec inégalités d'accès à la nourriture (famines par mauvaise récolte, conflits politiques...). Le fait que des individus plus petits aient pu être favorisés dans ce contexte de compétition pour la nourriture fait débat. La sédentarité a pu contribuer à rendre le squelette moins robuste, en favorisant les individus plus petits aux besoins énergétiques moindres.
Le changement de régime alimentaire, comme de nouveaux modes de préparation culinaire (obtention de farine de céréale par meule à grains), modifie la santé buccale. La carie dentaire, par alimentation plus riche en glucide d'origine végétale, devient très fréquente. Ces troubles sont aggravés par des éléments abrasifs contenus dans la nourriture (poussières minérales dans la farine, provenant des meules en pierre).
Avec la domestication et l'élevage, la viande devient plus tendre, mais aussi plus grasse, riche en acides gras saturés, avec un risque athérogène, à la différence de la « viande sauvage » moins calorique et plus coriace (ce qui tonifie les gencives et nettoie les dents).

#### Maladies chroniques non transmissibles
Des maladies rares chez les chasseurs-cueilleurs et les premiers agriculteurs tendent à devenir plus fréquentes avec la sédentarité et l'urbanisation croissante : comme l'obésité et le diabète gras, la lithiase biliaire et la lithiase urinaire, la goutte... ou des déficits en protéines, vitamines et minéraux,.
Des gènes utiles en mode de vie chasseur-cueilleur deviennent délétères en mode de vie sédentaire. Cette hypothèse propose par exemple que des gènes favorisant la mise en réserve (avantage sélectif pour des exercices physiques en situation de manque) sont désavantageux en situation sédentaire et d'abondance alimentaire. Il y aurait un décalage entre un capital génétique d'origine et un nouvel environnement (d'autant plus que le changement est rapide), en retour cet environnement peut sélectionner des mutations devenues avantageuses (processus beaucoup plus lent).
Enfin, les débuts de la division du travail et la spécialisation des métiers entraînent des maladies professionnelles : silicose des mineurs et tailleurs de pierre, saturnisme des potiers (sulfure de plomb utilisé comme vernis), hydrargyrisme des producteurs de cinabre.

## Aperçus de paléopathologie
Les maladies qui laissent des traces sur les os sont rares, et les données de paléopathologie osseuse sont le plus souvent anecdotiques, n'offrant qu'un tableau restreint et déformé des affections préhistoriques. Cependant, au tournant des XXe et XXIe siècles, l'apparition de la paléogénétique et de la paléomicrobiologie renouvelle l'approche des maladies infectieuses du passé.

### Pathologie osseuse

#### Traumatismes et infections

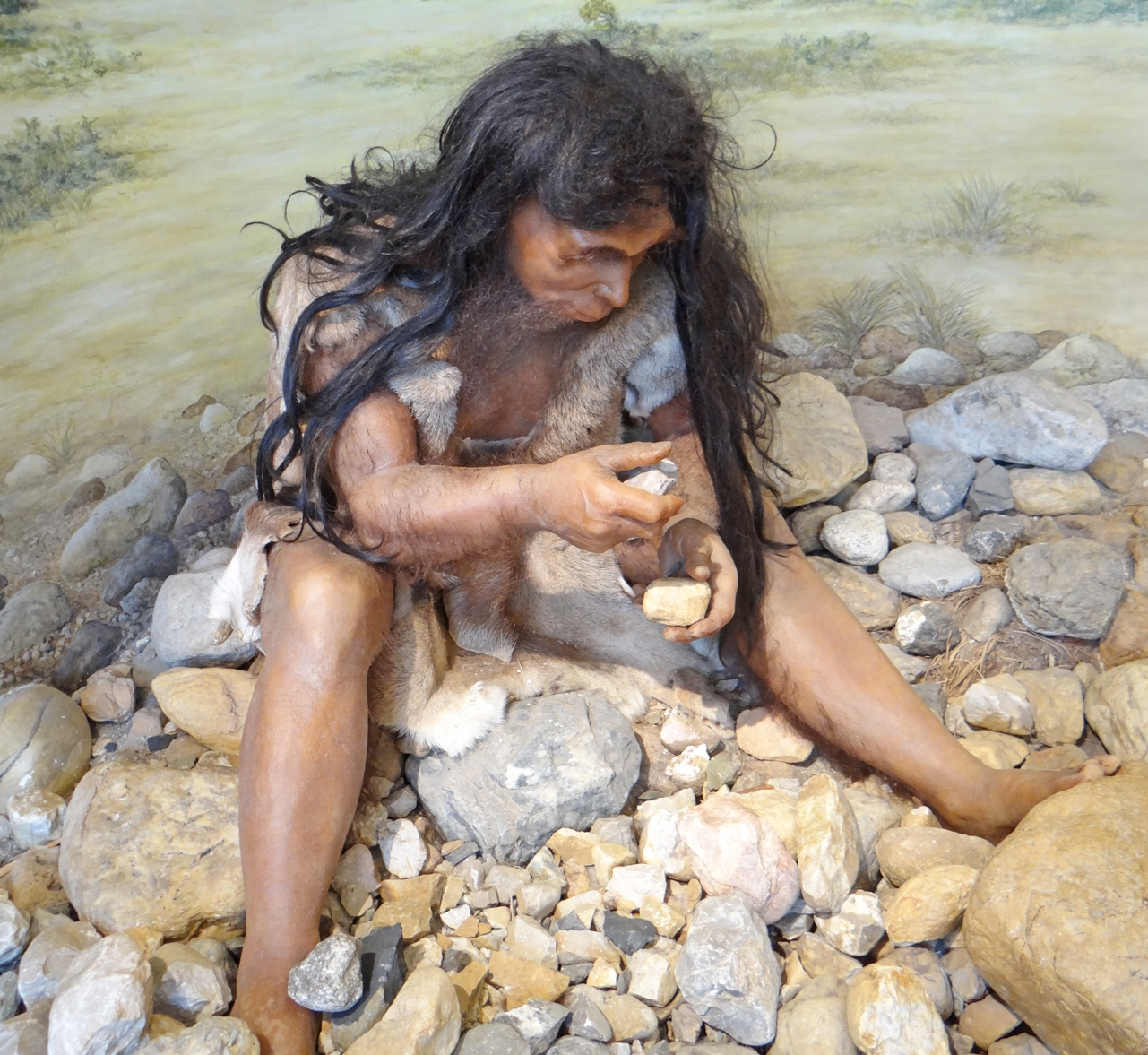
L'Homme de Tautavel, au musée de Tautavel.

Pour le paléolithique européen, les malformations osseuses congénitales ou héréditaires, les infections osseuses et les caries dentaires sont rares. Alors que les séquelles de traumatismes (entorses, luxations, fractures...) et les maladies articulaires (arthrose de la colonne vertébrale, coxarthrose...)  sont fréquentes.
La fréquence des traumatismes est attribuée à des accidents de chasse, et la différence de fréquence entre hommes et femmes serait l'indice d'une division du travail (chasse et cueillette) plutôt que de violences interpersonnelles. Quoique certains auteurs, tels Jean Dastugue (1910-1996), interprètent des lésions squelettiques dès le paléolithique inférieur comme des « batailles d'extermination ».
L'importance de l'arthrose vertébrale rappelle que la colonne vertébrale humaine n'est pas totalement adaptée à la station verticale, et que la fabrication d'outils de pierre taillée implique un mode de vie et des postures particulières.
« Le redressement de notre espèce ne s'est réalisé que dans le cadre d'un compromis dont les faiblesses sont évidentes. Ainsi aussi au prix de multiples courbures dans le sens sagittal (antéro-postérieur) et d'un savant haubanage ligamentaire et musculaire, notre colonne vertébrale superpose ses nombreux segments (...) qu'au prix de nombreuses contraintes mécaniques.. ».

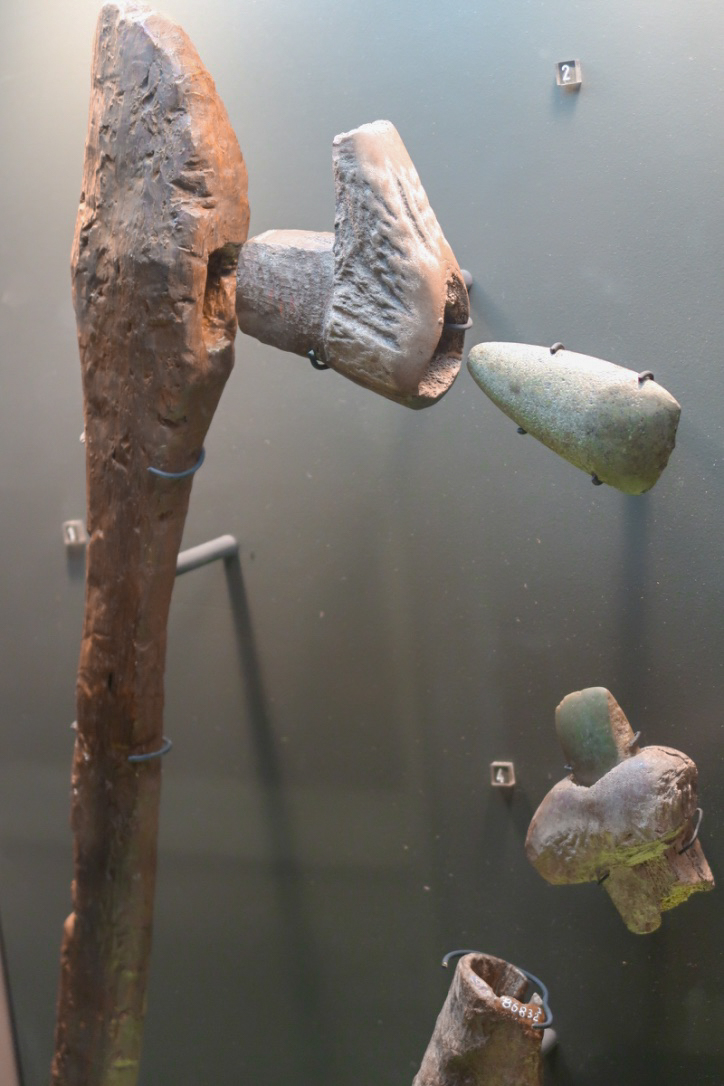
Principe d'emmanchement d'une hache néolithique, musée de Bougon, France.

Au mésolithique, les abcès et infections osseuses semblent plus fréquents, et la tuberculose osseuse est très probable. Les traumatismes intentionnels sur des squelettes masculins sont nombreux : par exemple, pointe de flèches fichée dans un os, ou fréquence des fractures du crâne du côté gauche attribuées à un affrontement en face-à-face.
Au néolithique, les séquelles de traumatisme (en particulier luxation de l'épaule, fracture de l'avant-bras et du poignet – cubitus, Pouteau-Colles... –) deviennent plus nombreuses, et les conséquences de violence se multiplient. Il en est de même pour les infections osseuses à germes pyogènes (produisant du pus) : ostéite, ostéomyélite, tuberculose osseuse... ainsi que les caries et abcès dentaires.
À l'âge des métaux, les traumatismes provoqués par les combats se distinguent par leur plus grande fréquence. Cette augmentation, détectée depuis le mésolithique, est interprétée comme le résultat de pratiques culturelles (guerre, rites de sacrifices ou de combats...). L'explication la plus courante de l'origine de la guerre est la croissance démographique avec compétition entre groupes humains pour le contrôle des ressources disponibles.

#### Cancers
Les cancers osseux apparaissent comme rares ou quasi-absents (tumeurs primitives et métastases osseuses secondaires). Par exemple, selon Grmek il suffirait d'examiner une centaine de squelettes d'un cimetière du XXe siècle pour trouver des métastases osseuses sur un spécimen au moins, alors que pour la préhistoire, « la fréquence, difficilement chiffrable, est certainement et largement au-dessous de un pour mille ».
Cette rareté est diversement interprétée : l'explication la plus courante est la durée de vie trop courte pour que des cancers puissent apparaitre de façon significative. D'autres explications sont la difficulté à les reconnaitre, ou le fait que les tumeurs non ou peu calcifiées ne se fossilisent pas, ou  la non-exposition à des cancérogènes modernes.
Certains cancers osseux, comme l'ostéosarcome, peuvent apparaitre chez des sujets jeunes, mais ils sont trop rares à l'époque moderne pour faire des comparaisons avec la préhistoire. De même, un cancer relativement fréquent comme le cancer du sein, ne peut être évalué à cause du nombre insuffisant de momies bien conservées pour permettre une comparaison.
D'un point de vue spéculatif, des cancers pouvaient exister, d'origine génétique (favorisés par une endogamie des premiers chasseurs-cueilleurs) ou par exposition à des cancérogènes « naturels », tels que des poussières minérales, la lumière solaire (ultraviolets), le radon accumulé dans les grottes. Par exemple, des tumeurs du rhinopharynx diagnostiquées sur des squelettes du néolithique ont été attribuées à la fumée des feux de bois,.

### Maladies infectieuses
L'émergence des maladies infectieuses et parasitaires se fait généralement à l'occasion d'un changement rapide d'habitat ou d'écologie d'un hôte infecté, plus rarement à la suite de mutations du germe parasite ou microbien. La nature et la fréquence des maladies infectieuses dépend du contact direct ou indirect (via des fomites) entre des individus d'une même espèce (transmission interhumaine) ou d'espèces différentes (transmission animal-homme ou zoonoses).

#### Avant le néolithique
Chez les premiers chasseurs-cueilleurs en relatif équilibre avec leur environnement, les humains forment des groupes peu nombreux, sans contact fréquent avec d'autres groupes. Dans ces conditions, peu de maladies infectieuses des périodes historiques pouvaient se maintenir ou exister. Il est supposé que les premiers hommes ont emmené avec eux les parasites commensaux propres aux grands primates (par exemple vers intestinaux, protozoaires, bactéries, virus...). Ces parasites sont susceptibles de survivre même chez des petits groupes, à cause de leur chronicité, leur latence ou leur récurrence liée à une persistance intra-cellulaire.
Ce serait le cas, par exemple, des virus herpes et varicelle, de bactéries (mycobacteries et treponema), de protozoaires (plasmodium)... ne produisant alors que des formes inapparentes, bénignes ou peu fréquentes.
Avant le néolithique, les hommes devaient être en contact avec des réservoirs d'animaux sauvages susceptibles de transmettre occasionnellement des germes ou des maladies telles que la brucellose, leptospirose, fièvre récurrente, rickettsiose... selon le milieu (humidité, température, végétation...). Il est postulé que l'homme était en équilibre avec ses pathogènes, la maladie ne survenant qu'en situation de déséquilibre écologique (changement brutal de climat ou de milieu, manque de ressources alimentaires).

#### Transition néolithique
En Europe, le néolithique débute vers 6 000 av. j.C, via les Balkans, à partir du Proche-Orient. L'introduction de l'agriculture, la présence des animaux domestiques ou commensaux, la sédentarisation... favorisent les zoonoses, le parasitisme et l'accumulation des déchets près des habitations.

« Révolution » néolithique ou transition agricole du néolithique européen.

De nouvelles maladies apparaissent ou se font plus fréquentes, selon le niveau d'urbanisation ou la taille de population (groupes humains ayant des contacts très fréquents entre eux), entre 30 000 et 300 000 personnes selon la maladie. En Europe, ces maladies diffusent en général du sud au nord et de l'est vers l'ouest. Par exemple la domestication du chien serait à l'origine de la gale, de l'échinococcose, de l'ascaris chez l'homme, celle de bovidés de la rougeole et de la variole, celle du mouton et de la chèvre du charbon et de la brucellose, du porc du ténia solium, le cheval de la morve, le canard de la grippe... La proximité de rongeurs commensaux de la peste.
D'autres maladies sont facilitées par le fumier et les excréments humains utilisés comme engrais, comme la typhoïde et les salmonelloses. Le paludisme s'étend avec les voyageurs et les commerçants, outre les zones marécageuses ou les côtes lagunaires, les moustiques vecteurs se multiplient par l'irrigation des champs, la création de plans d'eau artificiels.
Les données récentes de paléogénomique ont tendance à corriger ce modèle classique. Par exemple plusieurs infections considérées comme apparues au néolithique étaient présentes au paléolithique. L'exemple le plus notoire est celui de la tuberculose, où mycobacterium tuberculosis était considéré comme issu de la domestication des bovidés, via mycobacterium bovis, il apparait que c'est la tuberculose bovine qui est la plus récente, M. tuberculosis émergeant au paléolithique,.
Au début du XXIe siècle, les préhistoriens estiment qu'au néolithique le taux de mortalité aurait augmenté du fait des nouvelles contraintes sanitaires issues de la sédentarisation (gestion des déchets, accès à l'eau potable...) mais que la population continue de s'accroître par un plus grand nombre de naissances (par obtention de plus de ressources alimentaires par l'agriculture et l'élevage).
Cet avantage démographique de la transition néolithique  l'emporte sur les nouveaux risques sanitaires. Les pratiques de soins sont alors le témoignage social de l'adaptation humaine aux contraintes sanitaires d'un nouveau mode de vie, néolithique et protohistorique.

## Soins chirurgicaux et compassionnels
Les actes chirurgicaux sont plus faciles à étudier, les os conservant parfois la trace de ces opérations.

### Fractures et traumatismes
Une fracture est susceptible de se réparer spontanément : il se produit un hématome qui s'organise en masse fibreuse en deux ou trois semaines et qui finit par se recalcifier en quelques mois par la formation d'un cal osseux. Ce processus demande un bon état de santé, nutritionnel et général, de l'individu. Cette évolution spontanée peut se compliquer (hémorragies, infections...) ou aboutir à des déformations (raccourcissement, déformations par non alignement des segments fracturés, pseudarthrose...).

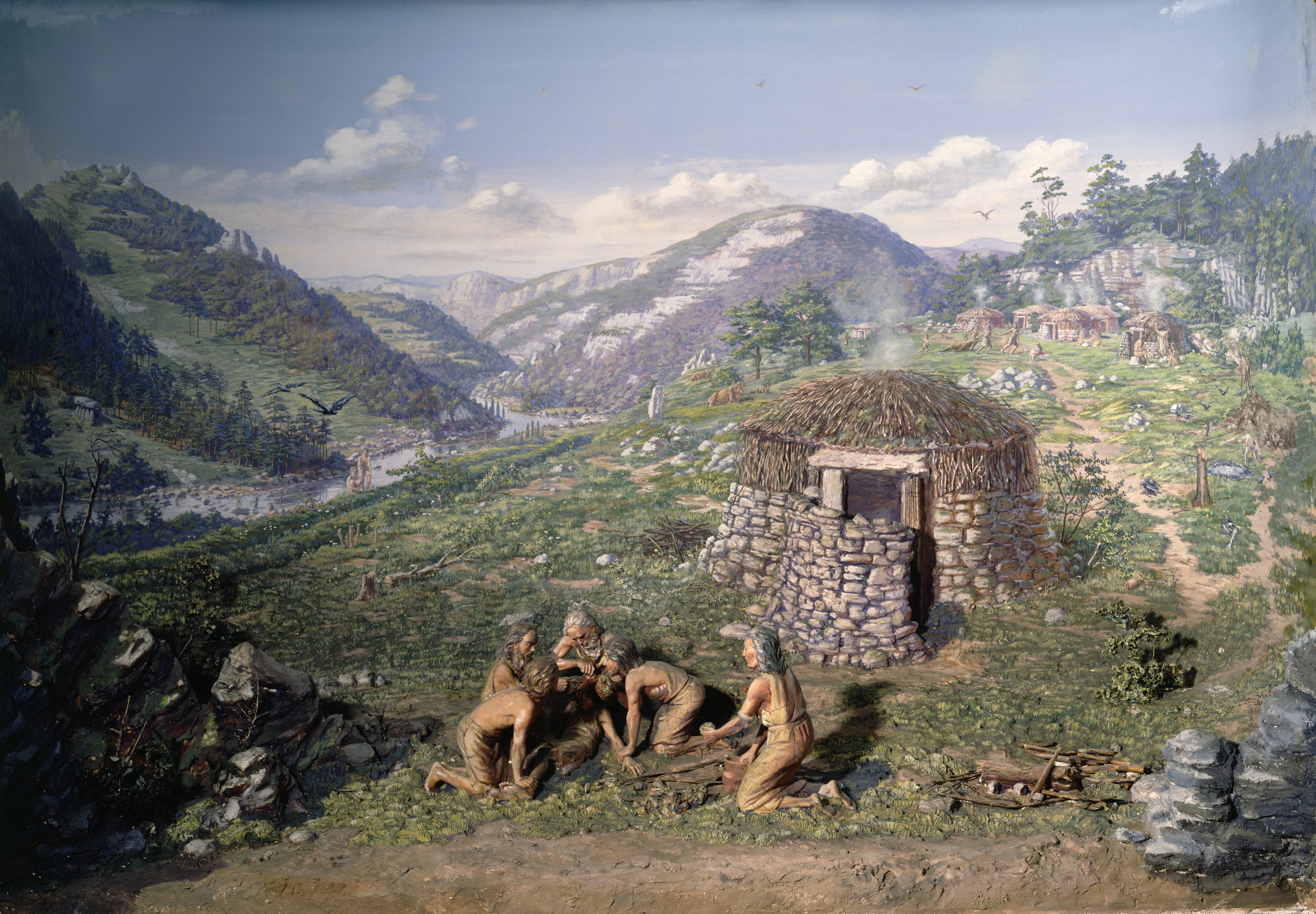
Scène de trépanation au néolithique, diorama du Wellcome Collection (Londres).

Il est possible de distinguer une fracture post-mortem d'une fracture faite du vivant de l'individu. Le fait d'assimiler des fractures guéries bien alignées à un traitement de la fracture est discuté, car dans la vie sauvage la plupart des fractures de membres chez le gibbon guérissent avec un alignement suffisant. D'autres estiment qu'une fracture de l'avant-bras, non réduite et restant chevauchante, mais consolidée de façon rectiligne, doit laisser supposer l'emploi d'attelles ou d'un système ayant le même rôle.
Des victimes ont pu survivre à d'importants traumatismes entrainant de graves séquelles handicapantes (paraplégie...), au moins jusqu'à la consolidation osseuse. Par exemple, sur le site mésolithique de Columnata (Algérie), un squelette féminin (8e millénaire avant J.C.) présente un bassin multifracturé (chute de grande hauteur ou écrasement). Cette femme a pu survivre au moins plusieurs mois, ce qui nécessite une assistance totale et prolongée,.
Le fait de lier la survie, après tout traumatisme ou tout handicap, à des soins compassionnels a été contesté par Katherine Ann Dettwyler (en). Elle dénonce une trop forte subjectivité qui projette au paléolithique des représentations sociales actuelles : la survie d'un handicapé n'est pas forcément la preuve d'un entourage bienveillant. Cependant, pour la plupart des anthropologues, les données de psychologie comparative chez les grands primates donnent à penser que des comportements compassionnels ont pu s'exprimer chez les Homo sapiens du paléolithique.

### Amputations
Les amputations peuvent être accidentelles (traumatiques), rituelles (sanction) ou chirurgicales. Les cas d'amputations sont peu fréquents. Le cas le plus ancien date de 46 000 ans au paléolithique : le bras droit, avec fractures multiples, d'un néandertalien sur le site de Shanidar (Irak) a été amputé au-dessus du coude. Cette amputation a été considérée comme chirurgicale par les découvreurs, mais selon Guido Majno (1922-2010) : « il y avait certainement plus de lions dans le voisinage que de chirurgiens ».
Trois cas d'amputation sont actuellement connus dans le Néolithique ancien d’Europe occidentale : Sondershausen dans l’est de Allemagne (amputation de bras), Vedrovice en Moravie (amputation de main) et le site de Buthiers-Boulancourt (Seine-et-Marne) qui a bénéficié des dernières techniques de fouille et d’imagerie médicale (radiologie, microtomographie) pour révéler une amputation de l'avant-bras gauche pratiquée il y a 6 900 ans sur un homme âgé.

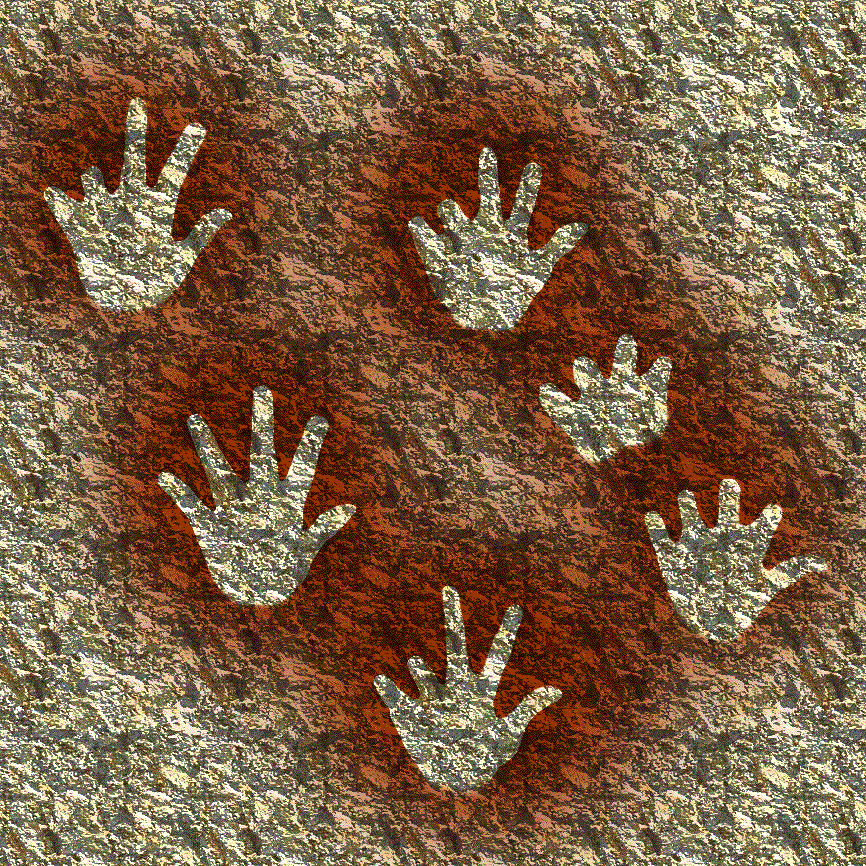
Mains mutilées de la grotte de Gargas.

Plusieurs représentations de mains en image positive ou négative, auxquelles il manque des doigts, sont présentes dans les peintures pariétales gravettiennes (notamment dans les grottes de Gargas, de Pech Merle ou de Cosquer). La signification de ces amputations n’est pas consensuelle et l'hypothèse la plus commune est celle qui privilégie une signification symbolique : ces représentations auraient valeur de messages codés entre chasseurs (langage de signes en fléchissant un ou plusieurs doigts, chaque geste évoquant un animal particulier) .
À Gargas, des auteurs estiment qu'il s'agirait d’amputations réelles, et plutôt volontaires que d'origine pathologique (à la suite de gelures par exemple) car les pouces sont toujours présents. Les mutilations portent sur une ou deux phalanges pour un à quatre doigts. La flexion des doigts parait à exclure car les doigts réduits sont très écartés (quand on replie les doigts, ils ont tendance à se rapprocher).
L'amputation de doigts pourrait être alors une mutilation rituelle (une forme de sacrifice pour apaiser les mauvais esprits, ou une sanction-punition de type juridique). D'un point de vue ethnologique, cette pratique rituelle a été signalée en Afrique centrale et du sud (pygmées, hottentots...), en Inde, en Indonésie et les îles du Pacifique. Cette hypothèse rituelle est limitée par le fait que l'on ne retrouve guère d'amputations isolées de doigts dans les restes archéologiques.

### Trépanations
Les plus anciennes traces de trépanation, opération consistant à perforer le crâne sans léser les méninges, remontent à la fin du Néolithique, voire au Mésolithique.

#### Historique

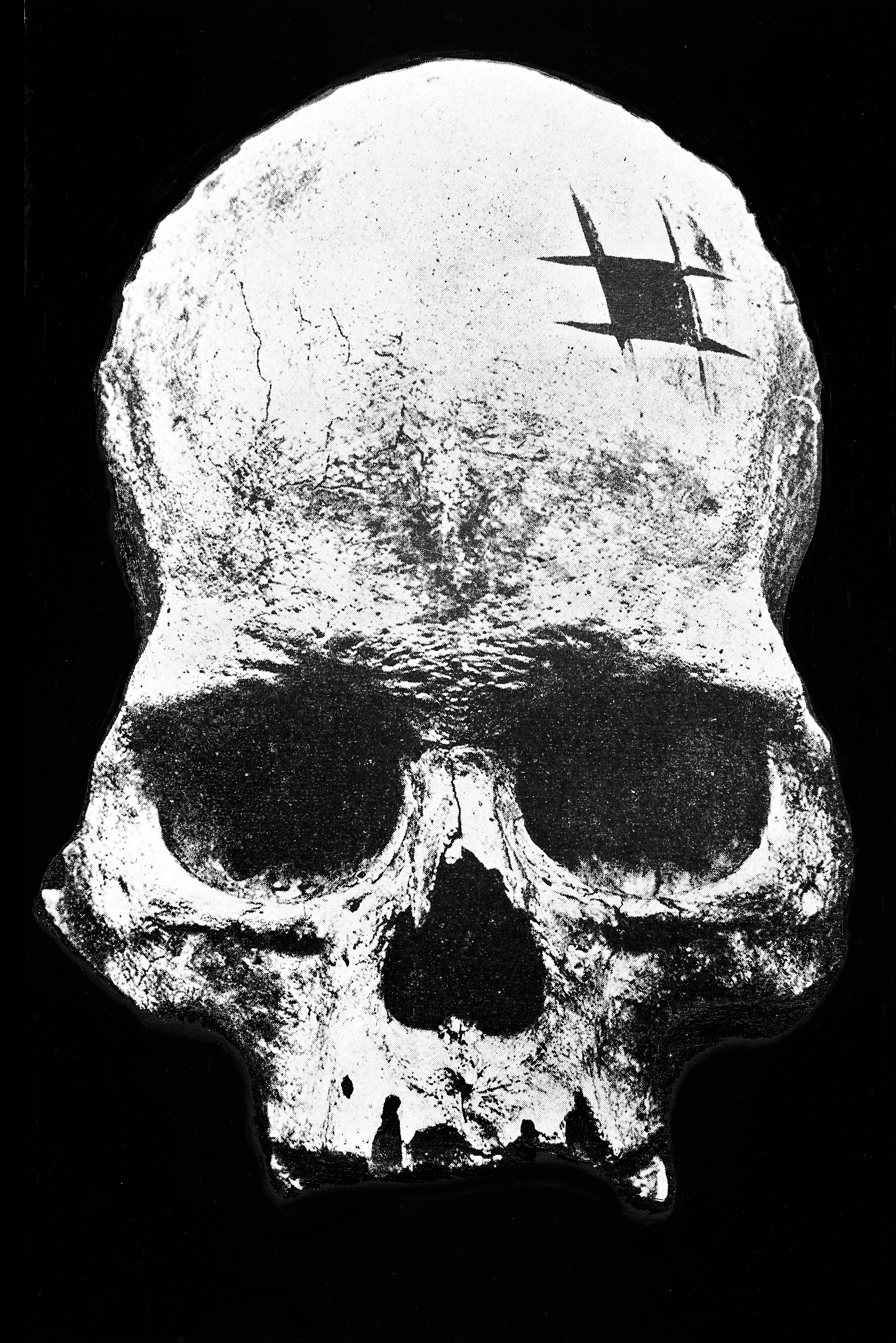
Crâne inca avec quatre incisions perpendiculaires, découvert par Squier, Musée américain d'histoire naturelle, New York.

Le premier à annoncer l'existence d'une chirurgie crânienne préhistorique est Paul Broca (1824-1880) en 1867, au vu d'un crâne précolombien présenté par l'explorateur Ephraim George Squier (1821-1888). Cette annonce stupéfia la communauté scientifique.
En 1873, un morceau d’os pariétal ayant probablement servi comme amulette est trouvé dans un dolmen de Lozère par M. Prunières, qui est le premier à publier des travaux sur les trépanations préhistoriques en France, et à utiliser le terme de « trépanation ». Le terme est ensuite fixé et mieux défini par Paul Broca en 1874 dans une étude rassemblant tous les spécimens alors découverts en France.
D'autres trouvailles du même genre avaient déjà été faites, mais elles étaient interprétées comme le résultat de traumatisme accidentel. La première est celle du crâne signalé en 1685, par Bernard de Montfaucon, à Cocherel, mais sa nature exacte n'a été reconnue que deux cents ans plus tard.
De même, en 1816, Jean-Denis Barbié du Bocage présente un crâne trouvé à Nogent-les-Vierges « présentant un traumatisme qui avait fait perdre une partie du crâne, ce qui n’empêcha pas son possesseur de vivre encore de longues années » (12 ans d’après l’estimation de Frédéric Cuvier). De tels crânes ont été aussi signalés au Pérou en 1839, et en Hongrie en 1843,.
Au milieu du XXe siècle, l'existence de ces trépanations est remise en question, car toute observation de perforation crânienne est trop vite et trop souvent interprétée comme telle. D'où une approche plus critique, distinguant les fausses trépanations (causes naturelles ou pathologiques de perforation) des vraies trépanations. Par exemple, une douzaine de conditions sont susceptibles de simuler une trépanation : de la perforation congénitale jusqu'à l'accident de fouille archéologique,.
La fascination pour ces crânes trépanés n'a pas cessé depuis. En 1975, Majno souligne que le nombre de publications sur ce sujet se compte en milliers, dépassant le nombre des spécimens trouvés.

#### Distribution historique et géographique
Au total, on compte plus d'un millier de crânes pré- ou protohistoriques trépanés, représentant entre 4 % (collections péruviennes) et 10 % (collections néolithiques) des crânes découverts.

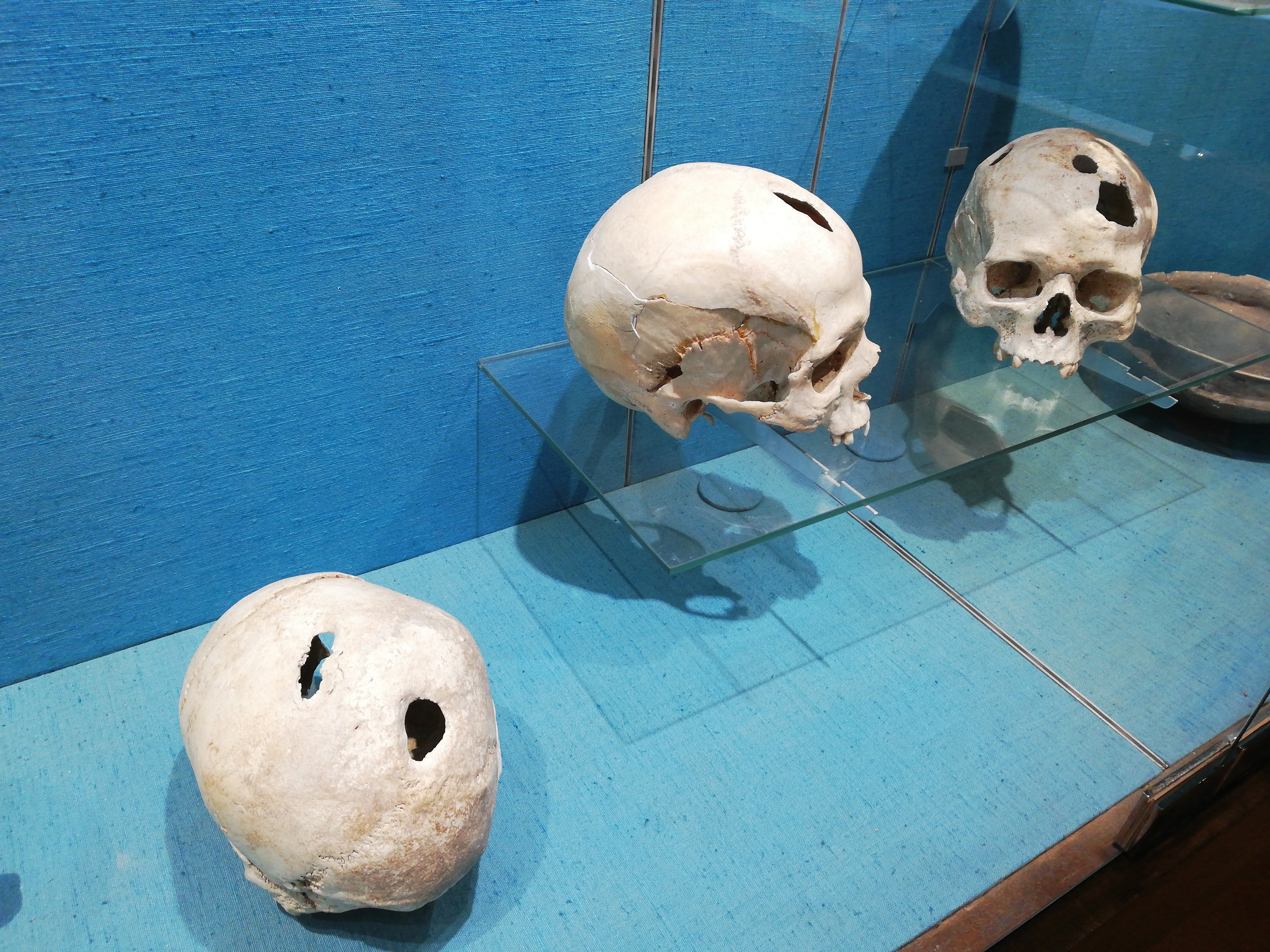
Crânes trépanés de l'âge du bronze, trouvés à Comps-sur-Artuby, Musée d'Archéologie de Saint-Raphaël (Var).

Quelques auteurs (fin XIXe siècle, début XXe siècle) placent les débuts de la trépanation à la fin du Paléolithique ou au Mésolithique. Cette estimation reste hypothétique, et les auteurs plus modernes jugent que la trépanation était surtout pratiquée à la fin du Néolithique. Après l'âge du bronze européen, cette pratique devient plus rare, mais se poursuit à moindre fréquence. La trépanation pour traiter des traumatismes du crâne est connue d'auteurs tels qu'Hippocrate et Celse, mentionnée par la médecine arabe, et rediscutée vers la fin du Moyen-Âge.
À la fin du Néolithique européen, la trépanation est retrouvée dans le bassin du Danube (3 000 av. J.C.) et surtout chez des utilisateurs de « haches de guerre » de la culture Seine-Oise-Marne (vers 2 000 av. J.C.) et dans le sud de la France. D'autres spécimens sont signalés dans plusieurs régions d'Europe du nord et d'Europe centrale. En dehors de l'Europe, des cas sont signalés à l'âge des métaux en Afrique du Nord et en Palestine, notamment à Jéricho.
En Asie, la trépanation est mentionnée dans des textes en Inde, au Tibet et en Chine, elle est supposée avoir été pratiquée par les Aïnous du Japon. En Afrique subsaharienne, la trépanation est supposée avoir été introduite avec l'islamisation, notamment au Kenya. Aux Amériques, elle est surtout retrouvée dans les régions de l'Empire inca, principalement au Pérou, et en Océanie chez les Mélanésiens.
En dépit d'une large distribution mondiale, la trépanation n'a jamais été une pratique universelle de tout temps. Elle parait n'être fréquente que dans certains groupes à certaines époques. L'opinion scientifique dominante est que les pratiques de trépanation sont d'origine indépendante, la diffusion par transmission culturelle étant plus difficile à démontrer.
Cette trépanation traditionnelle s'est perpétuée jusqu'aux temps modernes, directement observée par les premiers ethnologues, par exemple pour les Français chez les Chaouis, pour les Américains chez les Quechuas,.

#### Description

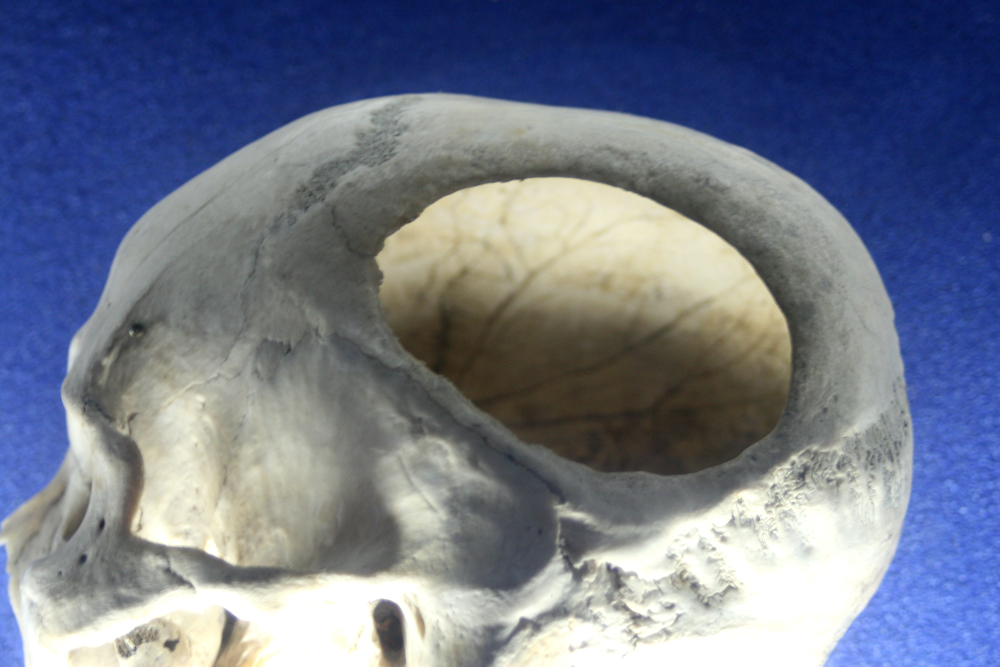
Gros plan d'un crâne humain néolithique ayant subi une trépanation (Nogent-les-Vierges, Oise).

La plupart des perforations se trouvent sur le pariétal gauche ou la partie gauche du frontal. Celles de l'occipital sont moins fréquentes. Quelques-unes se situent sur les sutures (au-dessous desquelles se trouvent des sinus veineux crâniens, comme le sinus longitudinal supérieur), ce qui témoigne selon les auteurs, soit d'une ignorance, soit de l'audace ou l'habileté de ces opérateurs,.
La plupart des crânes ne présentent qu'une seule ouverture de trépanation, en moyenne de 3 à 5 cm de diamètre, mais quelques uns en présentent plusieurs, jusqu'à sept pour un crâne péruvien,.
On distingue les trépanations complètes qui traversent la voûte crânienne, et les incomplètes qui ne pénètrent pas la lame interne (face interne de la voute crânienne, dite aussi table interne).
De même, on peut reconnaitre les trépanations sur le vivant des trépanations posthumes (rituel mortuaire ?) lorsqu'il existe un début de cicatrisation. Les processus de guérison (donc de survie du trépané) se distinguent, entre autres, par une réaction périostée de cicatrisation avec nouvelle ossification des bords tendant à combler l'ouverture. Sinon, une trépanation entraînant la mort de l’individu est difficile à distinguer de celle faite post-mortem,.

#### Techniques

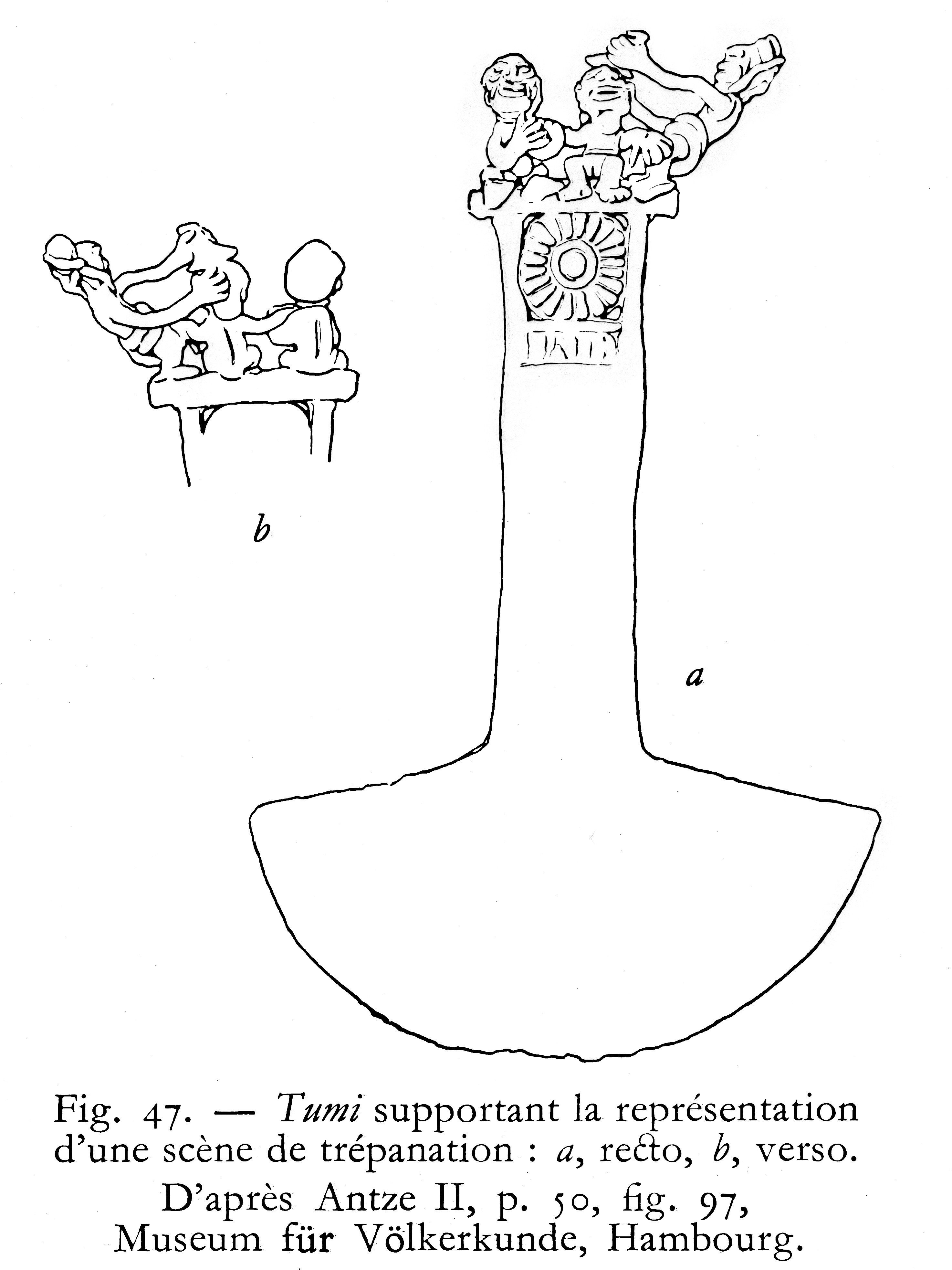
Tumi (couteau péruvien à lame semi-circulaire) avec manche décoré d'une scène de trépanation.

Par tranchant ou pointe de silex, puis de bronze, selon les époques et les cultures quatre techniques  sont reconnues, :
1. Par tranchant tangentiel à la surface cranienne : raclage ou grattage circulaire répétitif de la lame externe de l'os, jusqu'à la dure-mère, ce qui donne une ouverture ellipsoïde à berges très évasées et des pentes d'inclinaison inégales. C'est la forme la plus ancienne et la plus répandue.
2. Par une pointe verticale : rayure circulaire répétée, ce qui donne un orifice plus ou moins circulaire à bords verticaux.
3. Par tranchant vertical : sciage rectiligne, ce qui donne des ouvertures quadrangulaires ou polygonales à bords verticaux. C'est une technique spécifique précolombienne.
4. Forages multiples (petits orifices disposés en couronne, découpée dans un deuxième temps), ce qui donne un orifice définitif polycyclique ou conique, à berges presque verticales. Ce serait la technique la plus récente.

L'utilisation d'un trépan semble dater de l'époque historique (utilisation courante en Grèce antique).
Les risques de ces procédés sont l'hémorragie et l'infection (ostéomyélite). Cependant, selon les séries étudiées, près des deux-tiers de ces trépanations présentent, sinon des signes de « guérison », au moins une survie notable de plusieurs semaines à plus d'un an. Ces résultats sont du même ordre que ceux obtenus par les européens du XIXe siècle.
Ces résultats surprenants sont attribués à une propreté relative des instruments (nouveaux silex taillés pour l'occasion), ou à des méthodes de prévention des complications. Pour les crânes précolombiens, des auteurs estiment que les opérateurs utilisaient probablement les mêmes substances que pour la momification : baume du Pérou, ratanhia, résines non identifiées... substances dont certaines sont riches en acide cinnamique (rôle antiseptique) ou en acide tannique (rôle hémostatique),.
Des tests menés par des paléontologues, par exemple Paul Broca, ont permis de montrer qu’il est possible de réaliser une trépanation sur des chiens à l’aide d’outils en silex taillés sans tuer l’animal ni endommager la dure-mère. Il expérimente aussi sur le cadavre (crâne humain adulte) pour estimer la durée de l'opération entre une demi-heure et plus d'une heure. À l'autre extrême, la méthode traditionnelle utilisée en Kabylie s'effectue par courtes séances quotidiennes sur une vingtaine de jours.
D'autres auteurs signalent l'existence d'une trépanation traditionnelle du mouton, à visée vétérinaire, chez les bergers de Roumanie et des Balkans. De même, sur le site néolithique de Champ Durand, un crâne de bovin (Bos Taurus) trépané (3400-3000 av. J.C.) est interprété comme un indice de chirurgie vétérinaire, voire d'une pratique de formation à la trépanation humaine.

#### Interprétations
Trois grands types de motivation sont proposés :
- thérapeutique « rationnelle empirique », par exemple après fracture de la voute crânienne ;
- magie médicale ou « psychochirurgie », pour traiter certaines maladies (maux de tête, convulsions, états inconscients ou comateux…) ;
- magie rituelle (motifs culturels ou religieux).

La controverse sur ces motifs de trépanation a beaucoup agité les premiers anthropologues. En 1876, Paul Broca y voit un procédé de magie médicale pour traiter les convulsions et épilepsies : l'ouverture du crâne est effectué pour libérer les mauvais esprits. Il pensait que les enfants étaient principalement trépanés, mais cela n'a pas été confirmé par les découvertes ultérieures : les trépanations s'observent surtout chez les adultes jeunes, masculins de préférence.
En 1878, Just Lucas-Championnière est le premier à considérer que la trépanation n’est pas un rituel, mais bien une chirurgie destinée à réduire la pression intra-crânienne après un traumatisme  (enfoncement osseux causé par un coup de masse ou un projectile de fronde, hématome intracranien…),.
Le peu que l'on sait des motivations des trépanations traditionnelles du XXe siècle ne permet pas de trancher. Par exemple chez les Papous de Nouvelle-Bretagne, la trépanation est utilisée pour les fractures du crâne, mais aussi comme un moyen de longévité ; chez les polynésiens d'Uvéa, c'est un moyen médical magique contre les maux de tête, etc.
Au tournant des XXe et XXIe siècles, quelques auteurs proposent une théorie unifiée. La trépanation néolithique s'effectuerait sur des individus inconscients (en état de mort apparente) ou décédés (l'opérateur ne faisant pas la différence). Ceci pourrait expliquer les trépanations incomplètes (sujet « réanimé » en cours d'opération) et les trépanations de magie médicale, comme des moyens de « ressusciter »,.
En ce qui concerne les trépanations réellement post-mortem, il est possible que ce soit pour des raisons telles que :
- pour suspendre le crâne, comme il est observé chez les Dayak de Bornéo pratiquant un culte du crâne ;
- pour que le crâne puisse servir de coupe, probablement pour un usage rituel : « boire dans le crâne d’un ennemi est la volupté suprême du barbare », écrit Broca, d’après un texte de Tite-Live (Livre XXIII, chapitre xxiv)[11] ;
- pour extirper le cerveau (procédé de momification) comme chez des scythes de l'Altaï vers le IVe siècle av. J.C[88] ;

- pour récupérer un fragment de crâne (rondelle osseuse) servant de remède magique, d'amulette, ou de relique[89]

En résumé, il semble que tous ces motifs ont pu être opérationnels selon les groupes, les régions et les époques.

### Autres procédés

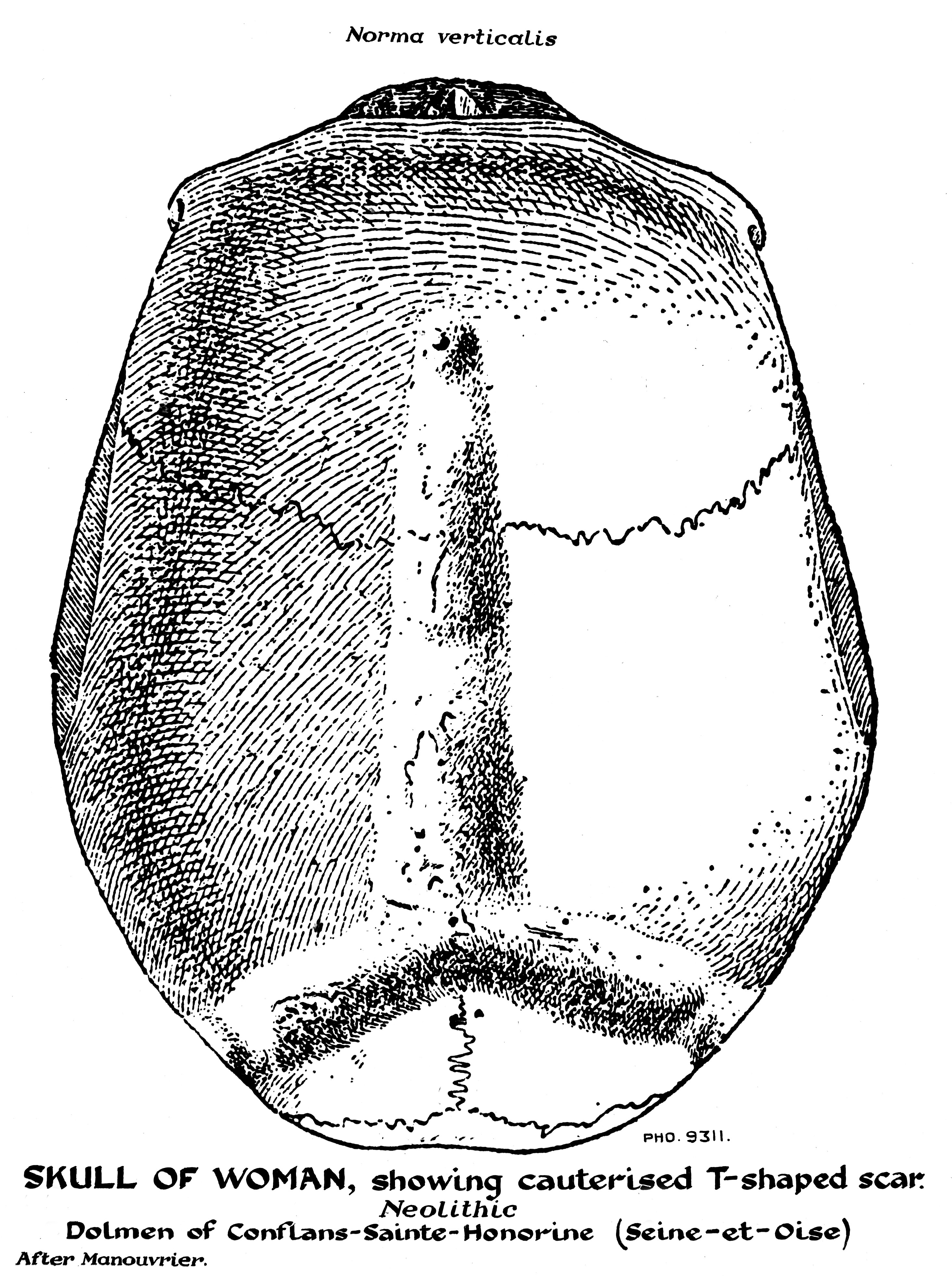
Marque syncipitale en T sur un crâne féminin du néolithique, Allée couverte de Conflans.

#### Cautérisation
La cautérisation crânienne consiste à provoquer des brûlures du cuir chevelu, jusqu'à la lame externe de l'os crânien. Son utilisation au néolithique laisse une trace osseuse (dépression linéaire) ou « marque sincipitale en T ou en L » sur la voûte crânienne. La raison de cette opération, non fatale, n’est pas connue avec certitude. Elle est le plus souvent rencontrée sur des crânes d’enfants et de femmes, ce qui suggère une signification rituelle.
Cette pratique est plus rare que la trépanation. Elle se serait poursuivie jusqu'au Moyen-Âge (cautérisation du sommet du crâne pour traiter des cas d'épilepsie ou de démence), et un auteur fait même un rapprochement avec le symbolisme de la tonsure.

#### Tatouage et scarification
Le tatouage (introduction de pigments dans ou sous la peau) et la scarification (incision visant à produire une cicatrice hypertrophique ou chéloïde) sont des procédés qui remontent à la protohistoire et peuvent se retrouver sur des momies.
La momie tatouée la plus ancienne est celle d'Otzi datée vers 3000 av. J.C. La disposition des tatouages (situés sur des articulations du poignet, du rachis ou des genoux) corrélée à des lésions d'ostéoarthrite en regard, a fait suggérer un tatouage thérapeutique pour soulager des douleurs locales,.
Il existe d'autres exemples, comme les tatouages linéaires et punctiformes de l'avant-bras et du dos des mains d'une momie de l'Alaska (IVe ou Ve siècle ap. J.C.) interprétés comme décoratifs. D'autres explications pour ces tatouages anciens sont des rites de passage, ou des marqueurs sociaux (rang social, lignée familiale, identification tribale ou clanique...).
Les scarifications se voient le plus souvent en Afrique subsaharienne, ce qui serait dû au fait que les tatouages se voient moins sur peau noire.

## Protohistoire et «médecine archaïque»
Au début du XXe siècle, les historiens de la médecine distinguent, entre la « médecine primitive magique » et la médecine rationnelle ou « miracle grec » un passage qui mène du mythos au logos. En 1930, l'historien Owsei Temkin (1902-2002) introduit la notion de « médecine archaïque » en l'appliquant à la médecine de l'Égypte antique, à la médecine en Mésopotamie, et à la médecine pré-hippocratique (médecine homérique, médecine mycénienne...). Par la suite, d'autres auteurs rangent sous le vocable de « médecine archaïque », les autres médecines non hippocratiques (indienne, chinoise, amérindienne...) même si elles ne se situent pas aux mêmes époques.
Ces médecines archaïques se distinguent par des caractéristiques communes, telles que :
1. observations cliniques et pronostic individuel ;
2. essai de classification des observations et des maladies ;
3. relations causales entre symptômes et raisonnement analogique ;
4. innovations opératoires et thérapeutiques ;
5. fixation et transmission du savoir acquis par l'écrit ;
6. premières mesures d'hygiène urbaine ;
7. changement de statut du médecin (du sorcier-guérisseur de sa tribu au prêtre-médecin reconnu par l'État).

À la fin du XXe siècle de nouvelles conceptions historiques apparaissent, comme celle qui regroupe sous le terme de « médecine traditionnelle », les médecines pré-scientifiques antérieures au XIXe siècle. La médecine rationnelle occidentale serait alors une « tradition médicale occidentale » basée sur la raison grecque. Cependant l'évolution de cette tradition conduit toujours à étudier le passé non pas pour lui-même, mais comme autant d'étapes menant au présent (conception téléologique de l'histoire).
L'apparition de l'écrit ne devrait pas faire oublier qu'une grande partie des pratiques médicales, y compris la médecine grecque et romaine, n'est jamais passé par l'écrit, et que les écrits parvenus jusqu'au début du XXIe siècle ne sont que des copies répétées de ce qui a survécu au cours des siècles. Ce qui rend fragile toute tentative de reconstruction générale d'une médecine antique en progrès (nouvelles découvertes, nouveaux modes de pensée...).
Dès lors, le concept fascinant de « miracle grec » prend moins d'importance. Selon Vivian Nutton, l'histoire de la médecine n'est pas seulement l'histoire d'un système d'idée, mais aussi celle d'un « réseau de pratiques enracinées dans une société donnée, se chevauchant, entrant en concurrence et évoluant dans le temps ». Il devient alors difficile de distinguer nettement entre le rationnel et l'irrationnel, avec l'idée implicite que tout ce qui n'est pas « rationnel »  n'est pas de la médecine, ou ne mérite pas d'être étudié par l'histoire de la médecine.